# Andorra
Andorra, oficialmente el Principado de Andorra (en catalán: Principat d'Andorra), es un microestado soberano sin litoral ubicado en el suroeste de Europa, entre la comunidad autónoma de Cataluña (España) y la región de Occitania (Francia), en el límite de la península ibérica. Se constituye en Estado independiente, de derecho, democrático y social, cuya forma de gobierno es el coprincipado parlamentario. Su territorio está organizado en siete parroquias, con una población total de 85.101 habitantes a 1 de enero de 2024. Su capital es Andorra la Vieja. Se encuentra a 125 km de Toulouse y Barcelona.
Con una extensión territorial de 468 km², Andorra es el microestado europeo de mayor tamaño. Está situado en los Pirineos, entre España y Francia; tiene una altitud media de 1996 m s. n. m. Limita por el sur con España — provincia de Lérida— y por el norte con Francia — departamentos de Ariège y Pirineos Orientales (Occitania)—. Pertenece culturalmente a la Europa latina y su idioma oficial es el catalán, siendo, por ello, el único estado independiente del planeta dónde dicha lengua es la única oficial.
Su sistema político es una democracia parlamentaria cuyos jefes de Estado son los copríncipes de Andorra: el obispo de Urgel y el presidente de Francia; su jefe de Gobierno es el presidente del Gobierno de Andorra.
No tiene ejército, pero sí un cuerpo de policía creado en 1931. En caso de emergencias o desastres naturales (como las inundaciones de  1982) la costumbre dictaba que se convocaría al somatén, formado por los cabezas de familia con nacionalidad andorrana, aunque en la actualidad la policía del país gestiona todas las emergencias. En caso de catástrofe grave, o en caso de guerra se recurriría a ayuda española o francesa, según un tratado internacional entre los tres países. 
Durante mucho tiempo pobre y aislado, consiguió una notable prosperidad desde la Segunda Guerra Mundial a través del turismo y, en especial, su condición de refugio fiscal (de la que salió —para España— en 2010).

## Toponimia
Se desconoce la etimología, así como la procedencia del nombre de "Andorra" (el país y su capital). 
Entre las hipótesis propuestas, unas consideran que se trata de un término de origen prerromano y quizás íbero o vasco. El pueblo de los andosini (Ἀνδοσίνοι), mencionado por Polibio como moradores de los Pirineos, puede ser un antecedente, en especial porque en inscripciones ibéricas se encuentra el gentilicio andur(r)iensis, que presupone la existencia de un topónimo *Andura. que puede relacionarse con la palabra vasca handia, "grande" o "gigante".
También se han sugerido otras posibles derivaciones del vasco como ur, "agua", la forma ameturra, "diez fuentes", compuesta de hamar "diez" e iturri "fuentes". Caro Baroja, en cambio, propuso una relación con (h)erri, "tierra" o "pueblo".
Una hipótesis relaciona a la palabra Andorra con andurrial, palabra cuyo origen sigue siendo incierto pero que Coromines relaciona con el árabe gandura, "mujer coqueta", y otros con "matorrales", o bien, según Francisco Martínez Marina, con el árabe al darrah, que significa "boscosa".
Una obra de divulgación propone una etimología céltica derivada de las palabras an, "soplo" y dor, "puerta", en alusión a los vientos pirenaicos.
La etimología popular ha creado la leyenda de que le dio el nombre Carlomagno, fundador de la nacionalidad andorrana, en alusión al Valle de Endor, transliterado como Andor, mencionado en la Biblia como lugar de la derrota de Sísara.

## Símbolos

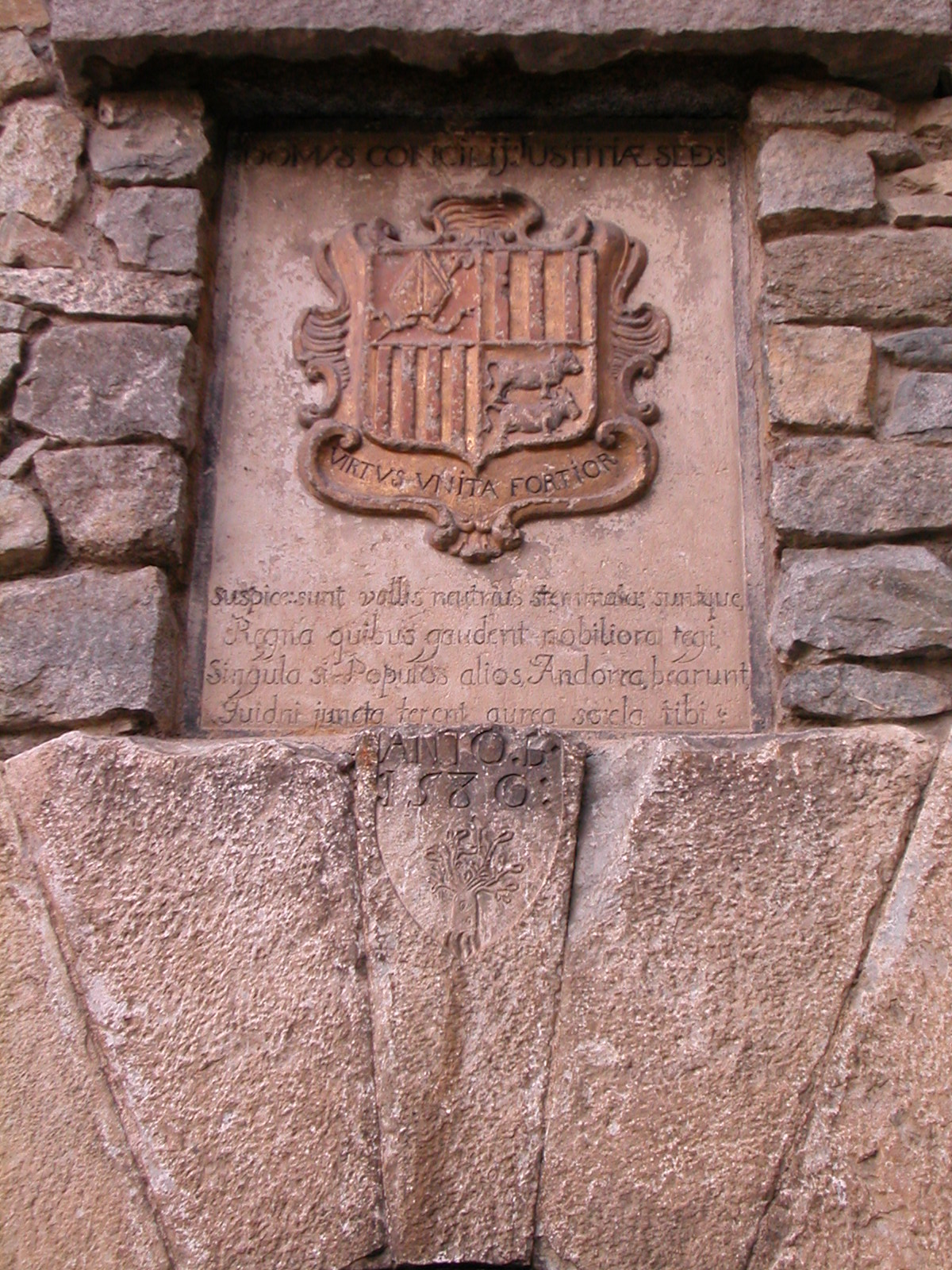
Escudo de Andorra en la Casa de la Vall.

### Escudo
El escudo de armas del Principado de Andorra, cuyo lema es Virtus Unita Fortior, está formado por cuatro cuarteles (dos por cada copríncipe).
- Primer cuartel (superior izquierdo a la vista del observador): De gules, una mitra y un báculo de oro (obispado de la Seo de Urgel).
- Segundo cuartel (superior derecho a ojos del observador): De oro, tres palos de gules (del Condado de Foix).
- Tercer cuartel (inferior izquierdo a la vista del observador): De oro, cuatro palos de gules (de la Corona de Aragón).[33]
- Cuarto cuartel (inferior derecho a la vista del observador): de oro, dos vacas de gules puestas en palo (del Vizcondado de Bearne).

### Bandera
La bandera de Andorra se adoptó oficialmente en 1866 y es tricolor vertical, azul, amarillo y rojo, la franja amarilla ligeramente más grande que las otras dos. En el centro se muestra el escudo de Andorra, para diferenciarla de las banderas de Chad, Moldavia y Rumanía, pero similar a la de Moldavia.

### Himno
El himno, El Gran Carlemany (El gran Carlomagno), tiene letra escrita por  Joan Benlloch i Vivó y música compuesta por Enric Marfany Bons. Se adoptó oficialmente en 1914 y se interpretó por primera vez el 8 de septiembre de 1921.

## Historia

### Prehistoria
Durante el periodo del Mesolítico, pequeños grupos de humanos se asentaron en grutas próximas al Gran Valira, como en la Balma de la Margineda, y otros puntos del territorio como Pal, La Massana y Ordino, donde el 5 de junio de 2001 se encontró un sarcófago fabricado con losas de pizarra y que contenía restos humanos, brazaletes y recipientes de cerámica con alimentos.
Debido a la fertilidad de las tierras, estos grupos las cultivaron y se establecieron definitivamente y recibieron de los pueblos itinerantes por su territorio la cultura del bronce al beneficiarse de los metales que había en Arinsal.

### Imperio romano
La primera referencia escrita[cita requerida] sobre los andosinos se encuentra en la descripción que hizo el historiador griego Polibio sobre el paso de Aníbal por los Pirineos. En el año 27 a. C. el territorio se adjunta a la provincia romana Hispania Tarraconense, recién creada, a la cual perteneció incluso después de la creación del reino visigodo. Durante el s. V d. C., el Imperio romano sucumbe a los visigodos, que ocupan la Galia meridional y parte de Hispania.

### Edad Media y Edad Moderna

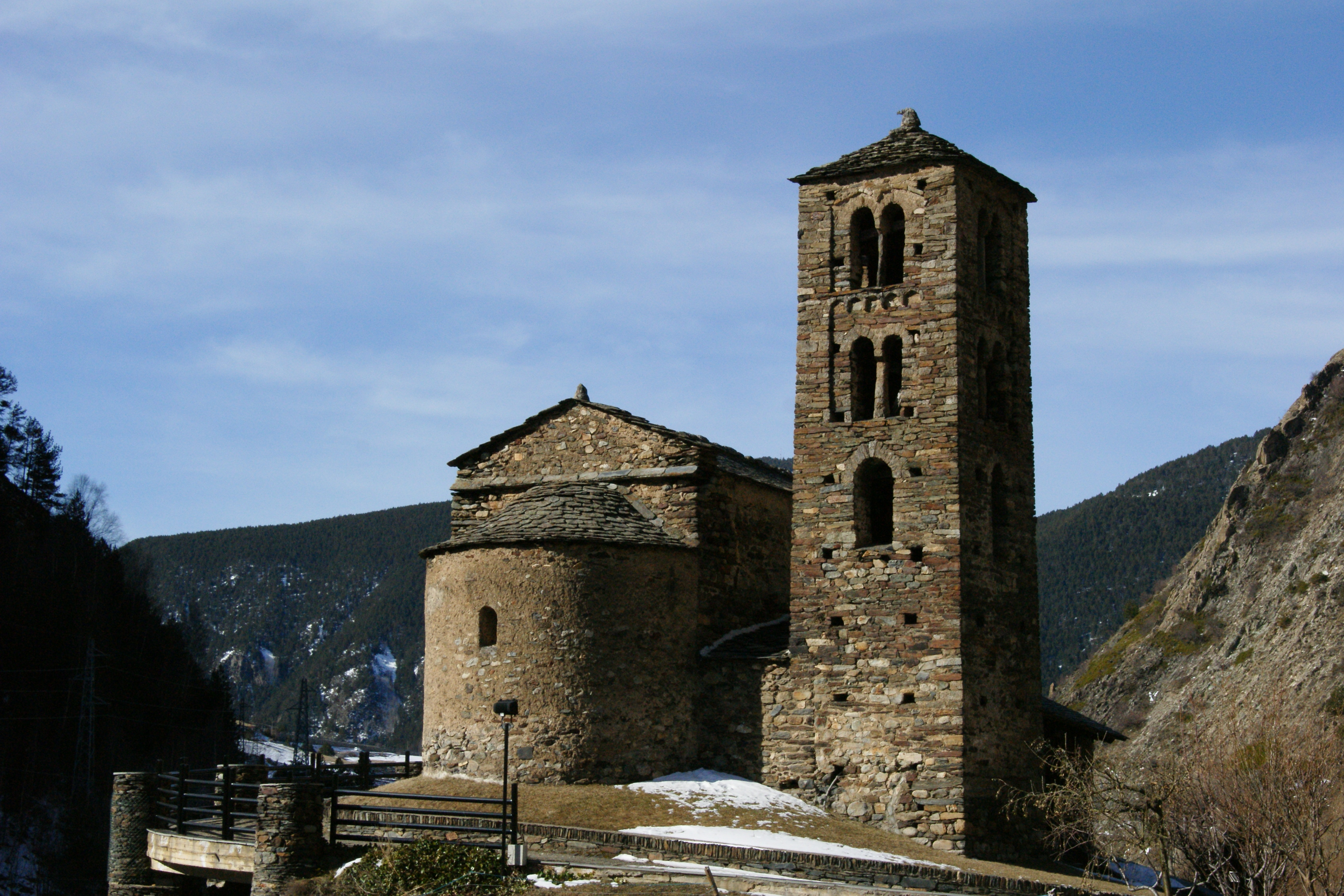
Iglesia de Sant Joan de Caselles, construida en el en estilo románico.

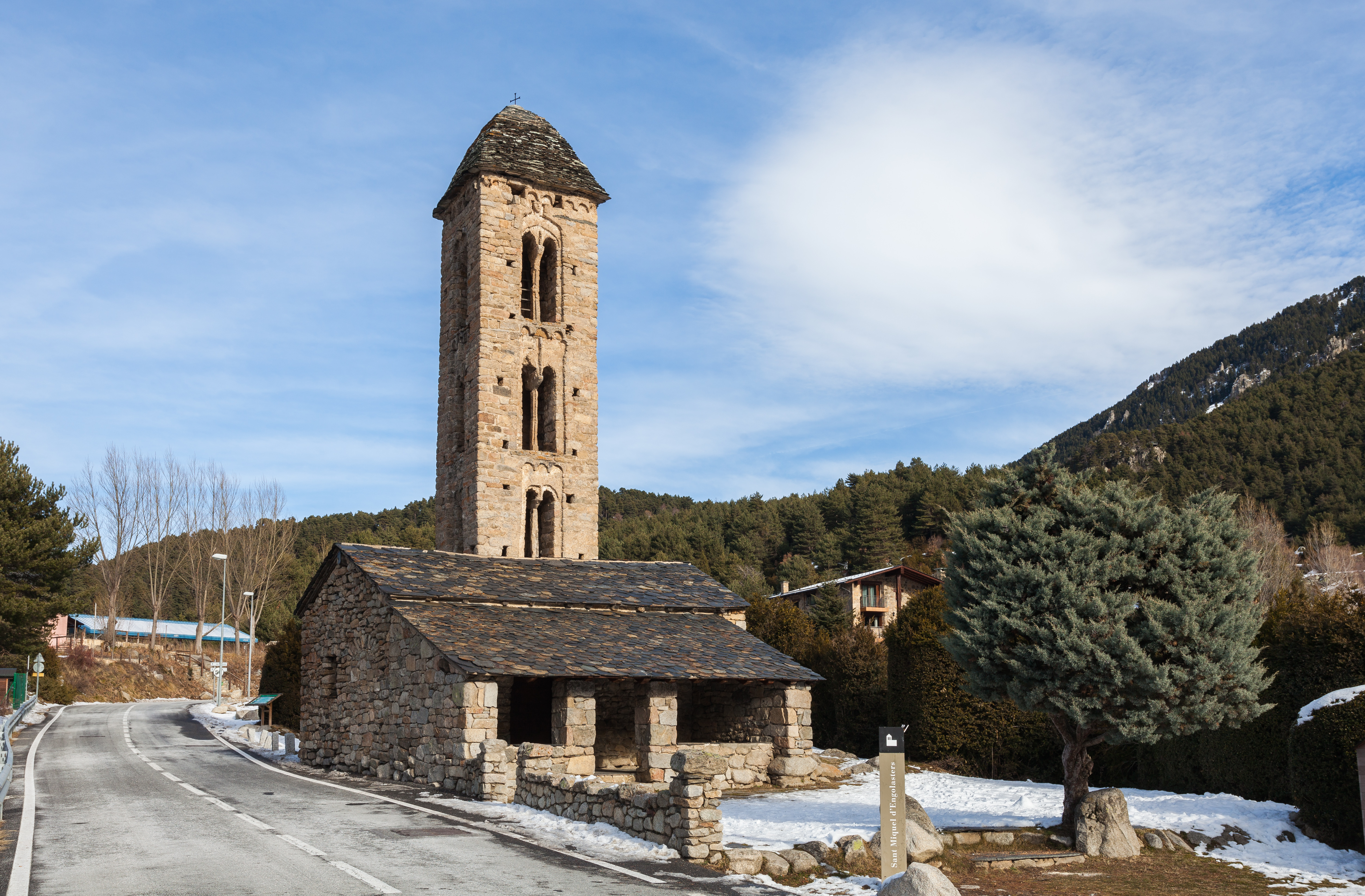
Iglesia románica de San Miguel de Engolasters.

Trescientos años después, los musulmanes conquistan ese territorio al traspasar la frontera del reino franco. En el año 732, Carlos Martel los derrota en la batalla de Poitiers y frenan su expansión hacia el Norte, aunque continúan asentados en los Pirineos. Posteriormente Carlomagno crea la Marca Hispánica y su sucesor Luis el Piadoso integra, en el año 817, Andorra en el Imperio carolingio.
En la Edad Media (los valles de) Andorra pasan a pertenecer al Condado de Urgel, al ser cedidos por Carlos el Calvo de la Francia Occidental (actual Francia) a Sunifredo I en el año 839. También se documenta el Acta de Consagración y Dotación de la catedral de la Seo de Urgel y, por primera vez, se detalla su organización territorial por parroquias. Con la expansión de este condado hacia el sur, donde había terrenos más fértiles, las zonas montañosas dejaron de tener interés para el conde y, en 1133, Ermengol VI cede todos los bienes y derechos adquiridos sobre los valles de Andorra al obispo de Urgel. En 1095, el obispado, a cambio de protección militar, cedió sus derechos políticos, militares y judiciales a la familia Caboet, aunque conservó la soberanía sobre Andorra, transformando el dominio territorial en un señorío episcopal. En 1185, Arnalda de Caboet contrajo matrimonio con Arnaldo I de Castellbó. El matrimonio de Roger Bernardo II de Foix y Ermesinda de Castellbó, en 1208, supuso el dominio feudal de Andorra por parte de los condes de Foix, quienes irían aumentando su poder en Bearne (reino de Navarra) y, siglos más tarde, el Reino de Francia.
Según la tradición, Carlomagno, el primer monarca del Sacro Imperio Romano Germánico, concedió la independencia a este estado a cambio de ayuda para su lucha contra Al-Ándalus. Para acabar con las pugnas por el poder, en 1278 se estableció un régimen de coprincipado mediante el cual el conde francés de Foix y el obispo de Urgel compartieron el gobierno de ese territorio.
Como consecuencia de los conflictos entre Roger Bernardo III de Foix y Pedro de Urtx, el 8 de septiembre de 1278 se firma el primer pariaje en Lérida, que fija los límites del poder de cada señor, representa la fundación del Principado de Andorra y define las obligaciones de los andorranos en materia de diezmos y asuntos militares, por lo que se formó un «condominio feudal», aunque esto no le preocupa a la Corona de Aragón, ya que el condado de Foix era vasallo suyo y Andorra estaba dentro de las fronteras de la corona. Diez años después, como consecuencia de la construcción de una iglesia fortificada en San Vicente de Enclar por el conde de Foix, desde donde podía vigilar las actividades del obispo de Urgel, se firmó el segundo pariaje en 1288. Este segundo tratado otorga, entre otros aspectos, el derecho a nombrar por ambas partes unos notarios que ostenten su representación en el Principado. En 1396 Martín el Humano se anexionó los valles de Andorra, ya que estaba aumentando el poder de Francia y el del c. Foix, pero se los devolvió a la casa de Foix cuatro años más tarde.
En 1419 se creó el Consejo de la Tierra, formado por dos o tres representantes de las siete parroquias, con el objetivo de defender los intereses locales. De nuevo volvió a anexionárselos Fernando el Católico en 1512, en su lucha contra los Albret de Navarra y contra los condes de Foix; pero los reintegró un año más tarde a Germana de Foix, que había de ser su segunda esposa. Carlos V ratificó esta donación y renunció a todos sus derechos del Principado de Andorra, excepto al de nombrar obispo (que ha sido retenido hasta la actualidad), que fue agregado a la Corona francesa por Enrique III de Navarra y IV de Francia en 1607, y su hijo en 1620 Luis XIII, lo declara unido a Francia hasta la Revolución, en el que Francia renunció a sus derechos temporalmente y el obispo de Urgel la gobernó para sí mismo, hasta que Napoleón volvió a aceptar la soberanía hasta 1814, cuando fue liberada por Inglaterra y sus aliados y se formalizó un condominio entre Urgel y Francia, en el que se reconocía su independencia, y por eso los jefes de Estado serán el obispo de la Seo de Urgel y el rey de Francia (en la actualidad, el presidente de la República Francesa).

### Nueva Reforma

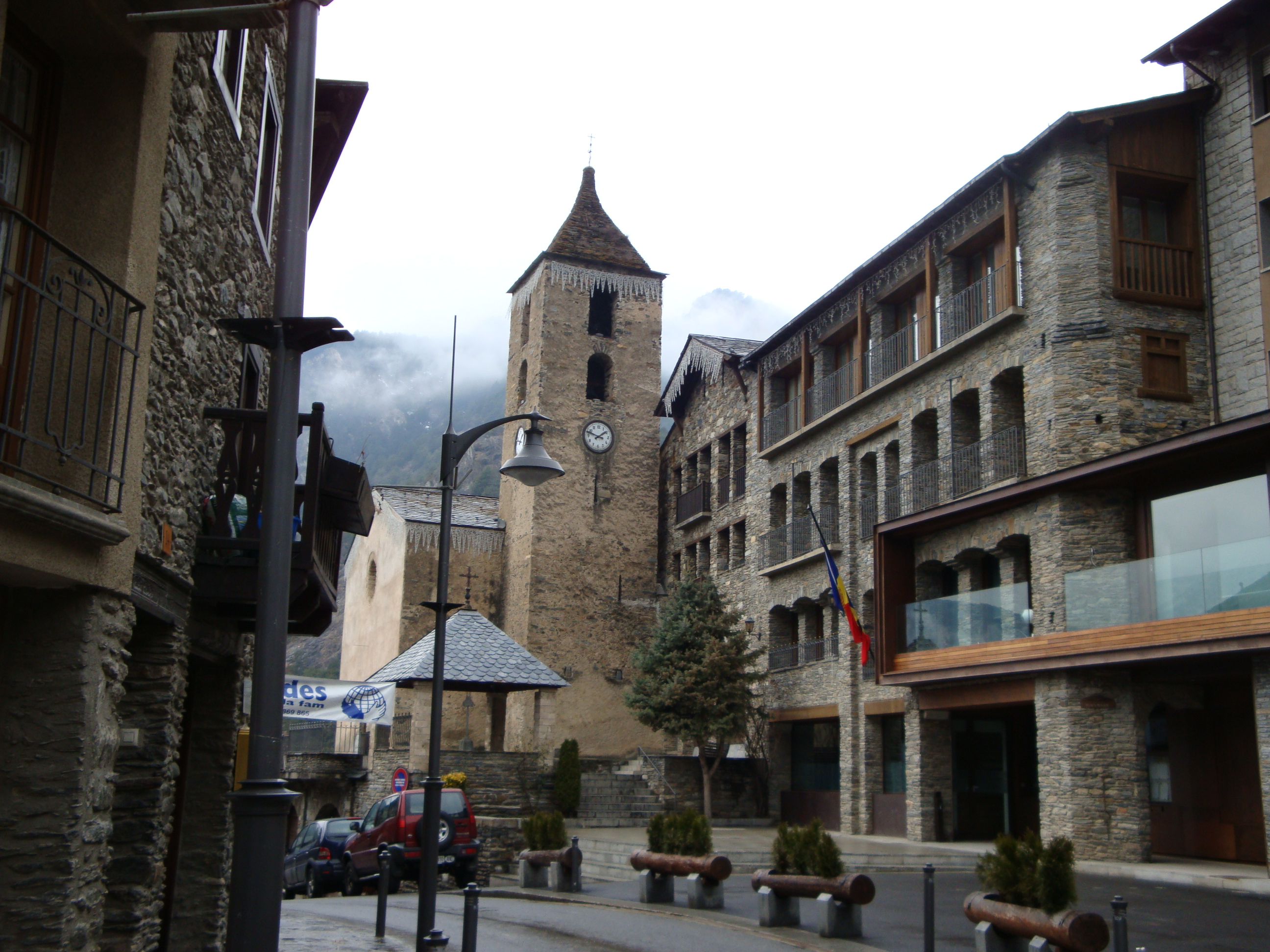
Ordino, lugar de residencia de Guillem d'Areny Plandolit.

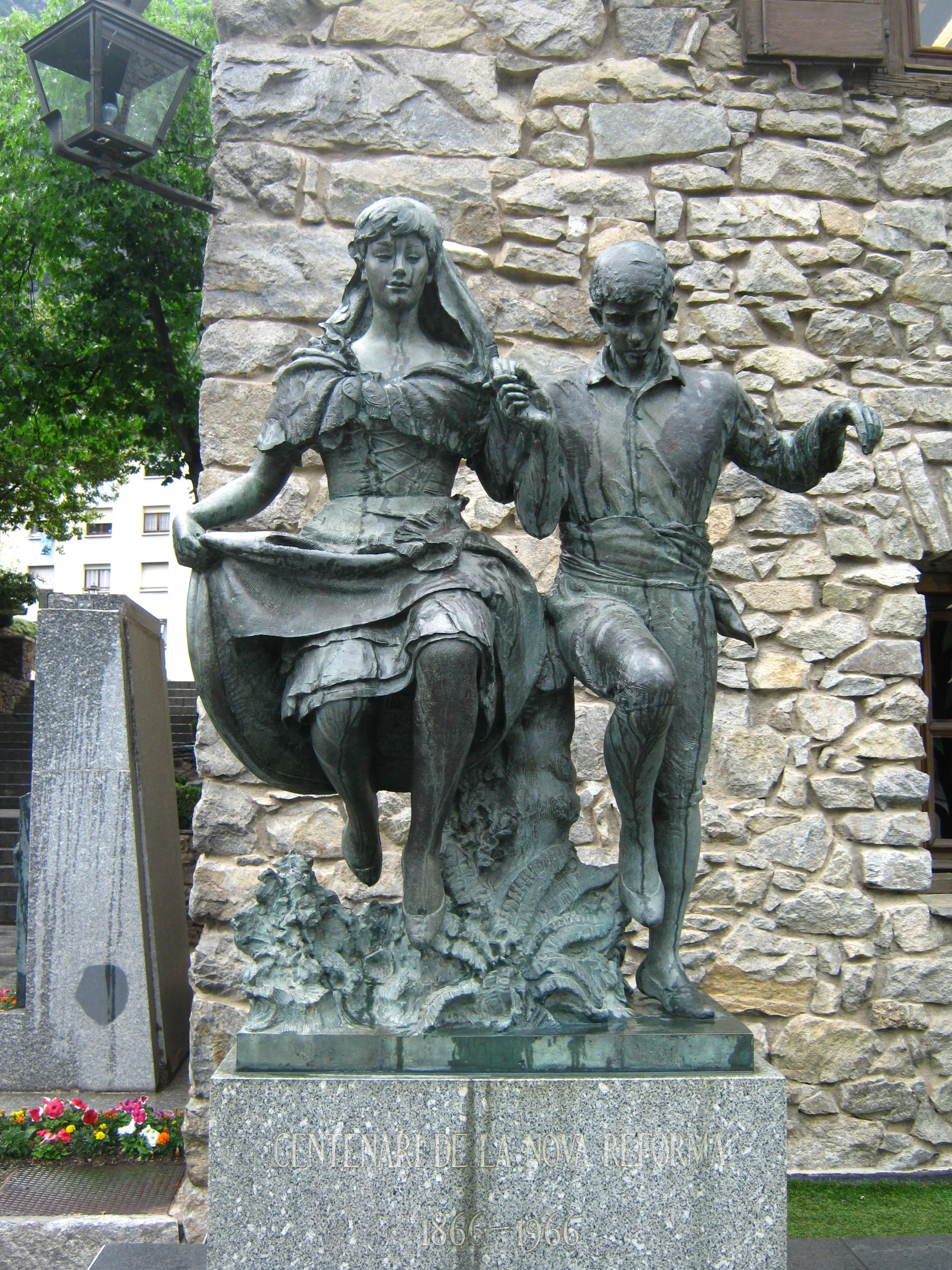
Monumento conmemorativo del centenario de la Nova Reforma en Andorra capital,

En la sociedad andorrana anterior al siglo XVIII solo existían dos grupos sociales en el Principado: los focs que eran familias o casas andorranas existentes desde hacía siglos y que tenían recursos económicos suficientes para pagar los impuestos del Consell General o Parlamento, y los casalers, grupo formado por las casas más pobres. En la vida política únicamente podían participar los miembros pertenecientes al primer grupo (cuyo número era de 179 casas frente a las 600 de los casalers).
La Revolución francesa (1789-1799), como heredera del territorio, renunció a sus derechos feudales sobre Andorra. Luego Napoleón Bonaparte volvió a aceptar su soberanía en 1806 por petición expresa de los andorranos.
En 1866 se inició, por Guillem d'Areny-Plandolit y Anton Maestre, un proceso democratizador con la Nova Reforma, que concedió una participación más activa al pueblo andorrano en el gobierno del país. Las principales modificaciones fueron:
- Derecho de voto para todos los cabeza de familia.
- Incompatibilidad entre el cargo de consejero general y el de Cònsol (consejero) del Común y duración de los cargos de cuatro años.
- Renovación de los consejeros —generales o del Común— cada cuatro años.
- Limitación del número de consejeros del Común en cada parroquia.
- Creación del cargo de Comisionado del Pueblo con la finalidad de fiscalizar o controlar a la Administración y las cuentas públicas.

### SigloXX
Desde el 18 de agosto hasta el 9 de octubre de 1933, un destacamento de gendarmes franceses ocupó Andorra debido a los altercados producidos para conseguir el sufragio universal masculino (el voto femenino no se consiguió hasta 1970) y a la lucha, más o menos encubierta, entre el Consejo General (Consell General) y los copríncipes. Paralelamente, los obreros de FHASA que construían la carretera desde Andorra la Vieja hasta el Pas de la Casa, y provenientes de España afiliados a la CNT y FAI, iniciaron una huelga para reivindicar mejoras en sus condiciones de trabajo.

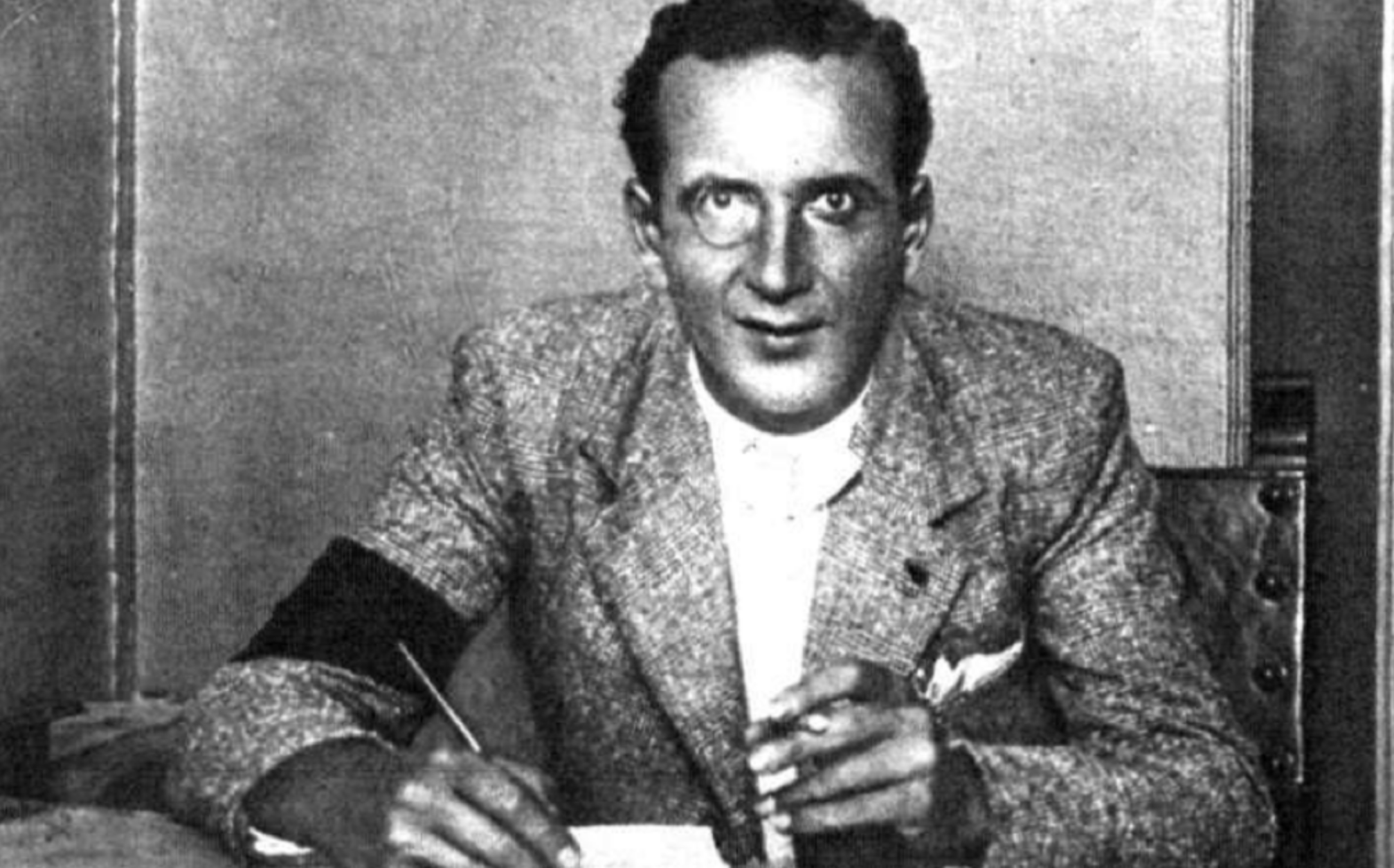
Borís Skósyrev se autoproclamó rey de Andorra con el nombre de Borís I en 1934, aunque fue depuesto pocos días después.

En 1934 un exiliado ruso —que asumía el título de "barón de Orange"— de nombre Boris de Skossyreff, se hizo proclamar "Rey de Andorra" y, en apenas nueve días, anunció una constitución, un boletín oficial y varios decretos y le declaró la guerra[cita requerida] al copríncipe episcopal, el obispo de Urgel. Si bien el 8 de julio Francia comunicó oficialmente que no intervendría en Andorra, el obispo de Urgel no tardó en actuar el día 21 de ese mismo mes, denunciando a Boris ante la Guardia Civil que envió cuatro agentes y un sargento del cuartel de la Seo de Urgel, que detuvieron y esposaron al supuesto "rey", llevándoselo a la Seo sin resistencia. A la mañana siguiente fue trasladado a Barcelona y puesto a disposición del juez. Reaparecería en febrero de 1938, en Aix-en-Provence, reivindicando el trono andorrano, aunque fue detenido por las autoridades francesas y juzgado el 21 de marzo de ese año.
En 1936, con motivo de la guerra civil española, volvería la presencia de gendarmes franceses, al mando de nuevo por el coronel René Baulard hasta 1940, cuando Francia se rinde al ejército alemán. La Guerra Civil y la consiguiente victoria franquista, además del estallido de la Segunda Guerra Mundial y la invasión de Francia por parte de los alemanes de Hitler, dejó al país en una difícil tesitura, amparada por el Gobierno de Vichy dirigido por el Mariscal Petain, tuvo que simpatizar forzosamente con los regímenes de Hitler y de Francisco Franco para mantener su neutralidad, situación que se aprovechó para organizar cadenas de evasión destinadas a pasar judíos perseguidos por la Gestapo, así como oficiales y soldados aliados hacia España. Finalmente, en 1944, debido a las incursiones de maquis desde Andorra hacia España, el general de Gaulle envió a un contingente de gendarmes para evitar la invasión franquista de Andorra[cita requerida]. A su vez, el copríncipe episcopal también envió un destacamento de guardias civiles, permaneciendo, tanto franceses como españoles, hasta 1945.
El 14 de enero de 1982 entró en funciones el primer gobierno andorrano, presidido por Òscar Ribas Reig. La última fecha histórica es el 14 de marzo de 1993, cuando se aprobó en referéndum la segunda Constitución escrita de su historia, que desarticuló las últimas reminiscencias feudales del Principado al declarar al pueblo andorrano como único soberano del Estado. Ese mismo año se firmó el Tratado de buena vecindad, amistad y cooperación entre España, Francia y Andorra.

## Gobierno y política

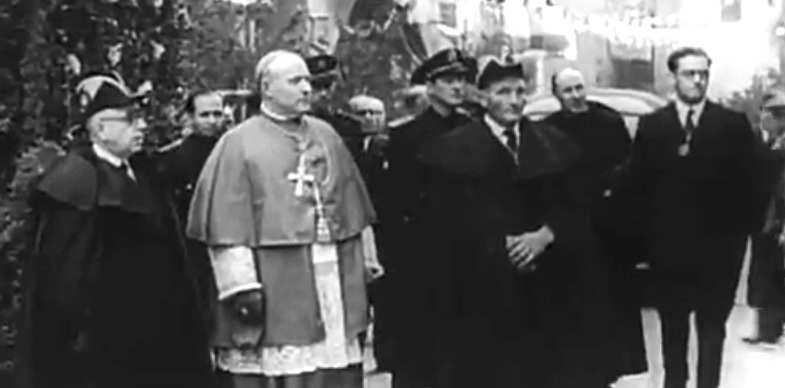
Entrada en Andorra del obispo Ramón Iglesias y Navarri como copríncipe, 1942.

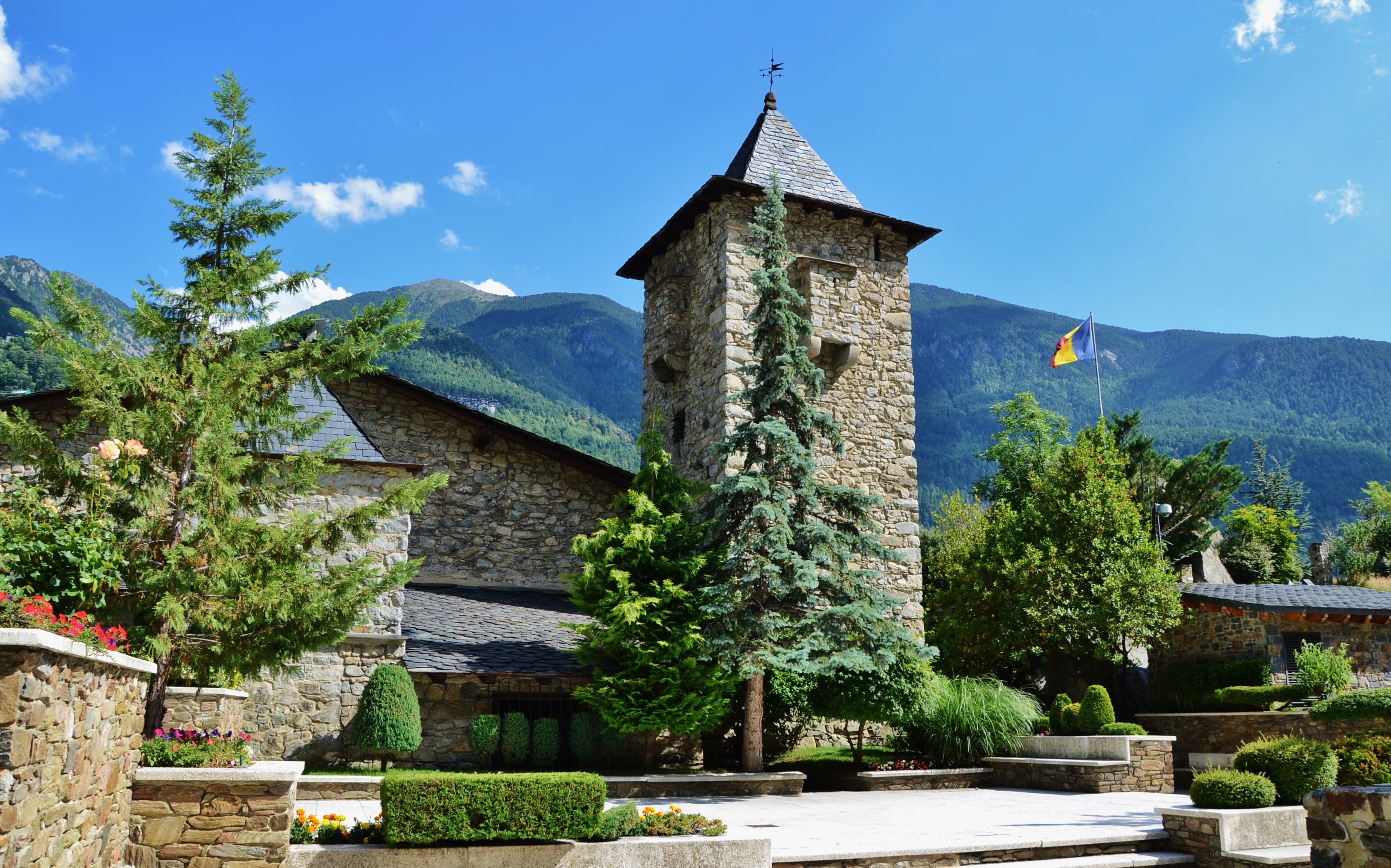
La Casa de la Vall, antigua sede del Consejo General de Andorra.

Andorra es un coprincipado parlamentario y aprobó su Constitución el 14 de marzo de 1993. La política general y la administración del país es responsabilidad del Gobierno de Andorra. La jefatura del Estado recae en la figura del copríncipe episcopal, el obispo de Seo de Urgel, y del copríncipe francés, el presidente de la República Francesa como heredero de los derechos del conde de Foix. Los actuales jefes de Estado son Emmanuel Macron, presidente de la República Francesa, representado por Patrick Strzoda, y el obispo de Seo de Urgel Josep-Lluís Serrano Pentinat, representado por Josep María Mauri. El presidente del Gobierno actual es Xavier Espot Zamora.
El Principado tiene representación internacional en varias organizaciones, además de poseer un cuerpo diplomático en países del exterior.

### Poder ejecutivo
El órgano ejecutivo está compuesto por un presidente del Gobierno y varios ministerios en número variable.

### Poder legislativo

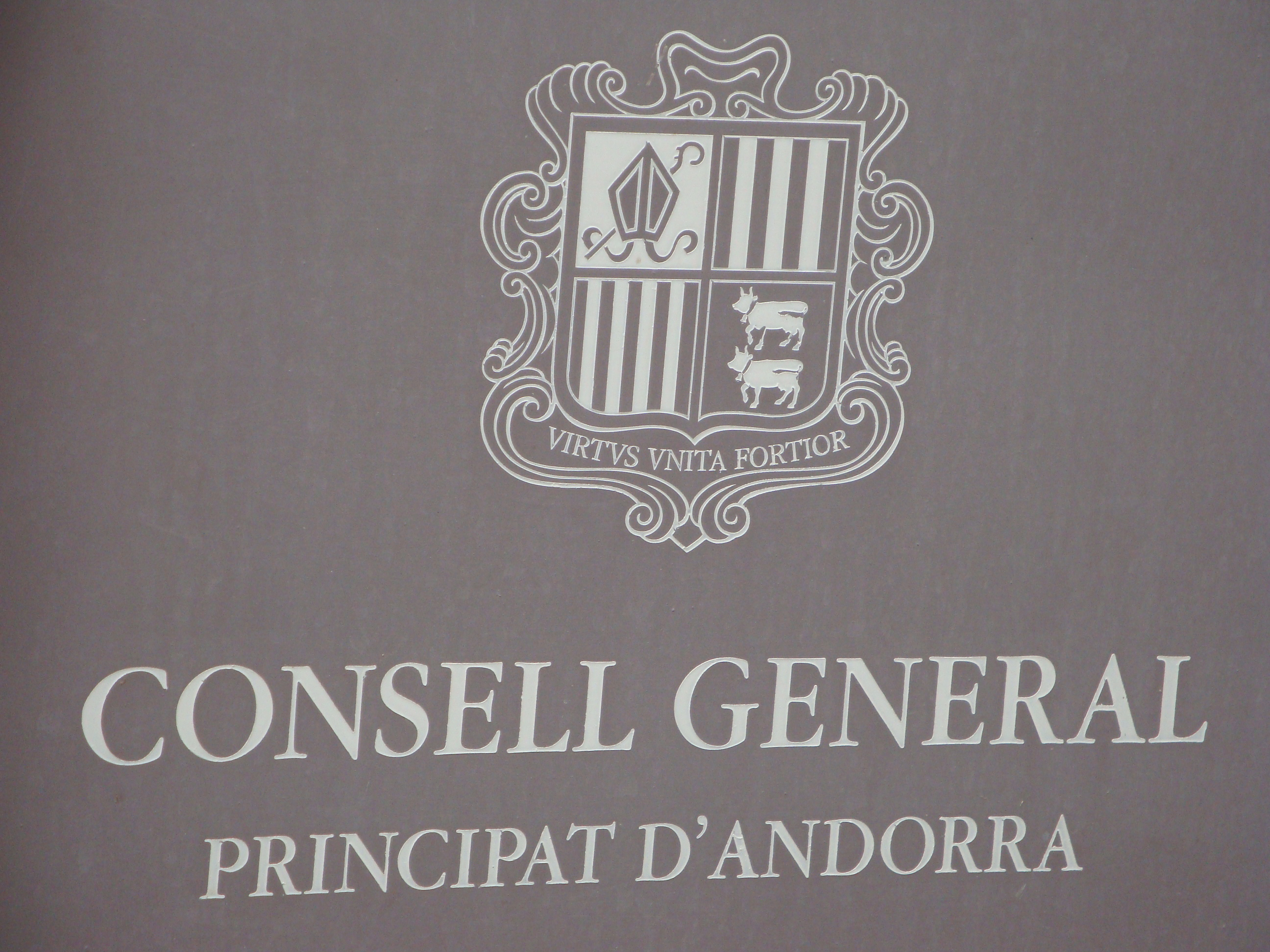
Placa del parlamento andorrano.

El Consejo General de Andorra, antiguamente denominado Consejo General de los Valles de Andorra, es el órgano legislativo y se trata de un parlamento unicameral de representación mixta y paritaria de la población nacional y de las siete parroquias, compuesto por 28 miembros elegidos cada cuatro años. La sede del parlamento es el Nuevo Parlamento de Andorra, inaugurado en 2011. Hasta entonces la sede fue la histórica Casa de la Vall.
Los partidos representados en el Consejo General, según los resultados de las elecciones del 2 de abril de 2023 son:
| Partido | Partido | Resultados 2023 | Resultados 2023 |
| Partido | Partido | %               | escaños         |
| ------- | --- | --------------- | --------------- |
|         | Demócratas (Demòcrates) + Ciutadans Compromesos + Acció Comunal D'ordino + Units Per Al Progrés + Independientes | 32,66           | 16              |
|         | Concordia (Concòrdia)                                                                                            | 21,43           | 5               |
|         | Partido Socialdemócrata-Progresistas (Partit Socialdemòcrata Progressistes SDP+)                                 | 21,05           | 3               |
|         | Andorra Adelante (Andorra Endavant)                                                                              | 16,00           | 3               |
|         | Acción (Acció)                                                                                                   | 4,20            | 1               |
|         | Liberales de Andorra (Liberals d'Andorra)                                                                        | 4,66            | 0               |

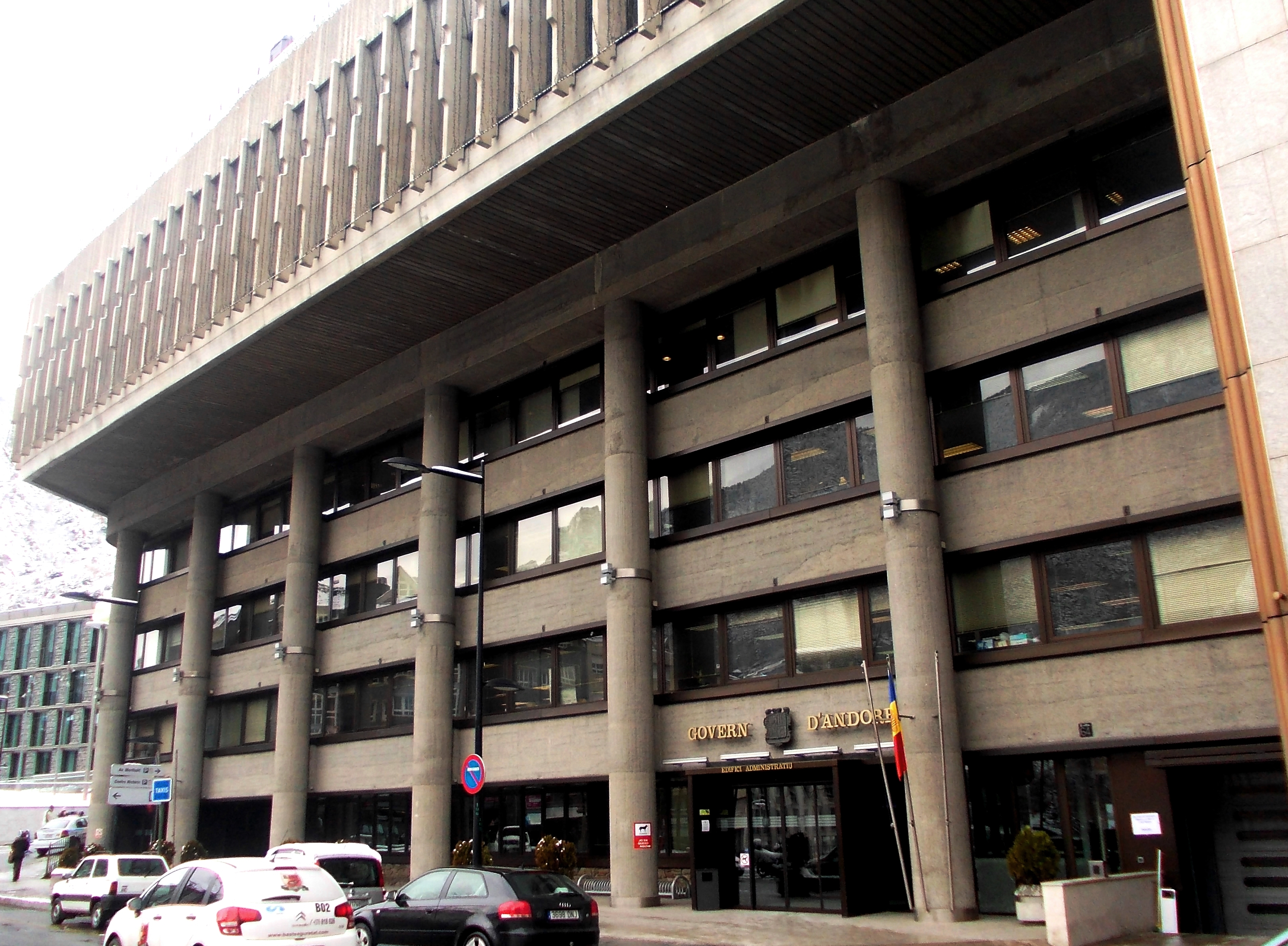
Oficinas del gobierno de Andorra en 2014

Actualmente, en Andorra gobierna Demócratas, partido de centroderecha que en las últimas elecciones de 2023 obtuvo mayoría absoluta en coalición con otros partidos y candidatos. El presidente del Gobierno (Cap de Govern) es Xavier Espot Zamora.
Los partidos de derecha suelen sacar buenos resultados electorales y llevan gobernando desde la aprobación de la Constitución (salvo el periodo en el que estuvo el poder el Partido Socialdemócrata de Andorra). El Partido Liberal de Andorra había sido el partido hegemónico del centroderecha hasta 2011, cuando le superó Demócratas. A la derecha de estos se encuentra el nuevo partido conservador y populista Andorra Adelante, que obtuvo 3 escaños en su primera aparición electoral.
En la izquierda, el PSA había sido el partido principal de la oposición, e incluso estuvo en el poder de 2009 a  2011, pero la aparición de Concordia en 2023 le hizo caer a una tercera posición.

### Poder judicial
El sistema judicial andorrano está compuesto por:
- Bailía de Andorra: juzga, en primera instancia, los delitos menores y contravenciones penales así como los litigios civiles y administrativos.
- Tribunal de Cortes: dirime, en primera instancia, sobre los delitos mayores y, en apelación, los recursos contra las sentencias dictadas por el Tribunal de Batlles.
- Tribunal Superior de Justicia de Andorra: compuesto por un presidente y ocho magistrados designados por el Consell Superior de la Justicia. Cuenta con competencias sobre asuntos civiles, administrativos y penales.
- Consejo Superior de la Justicia: órgano de representación, gobierno y administración del poder judicial y que vela por la independencia y buen funcionamiento de la justicia.
- Tribunal Constitucional de Andorra: es el encargado de interpretar la Constitución andorrana, así como decidir sobre la adecuación de las restantes leyes a esta. Se compone de cuatro magistrados.

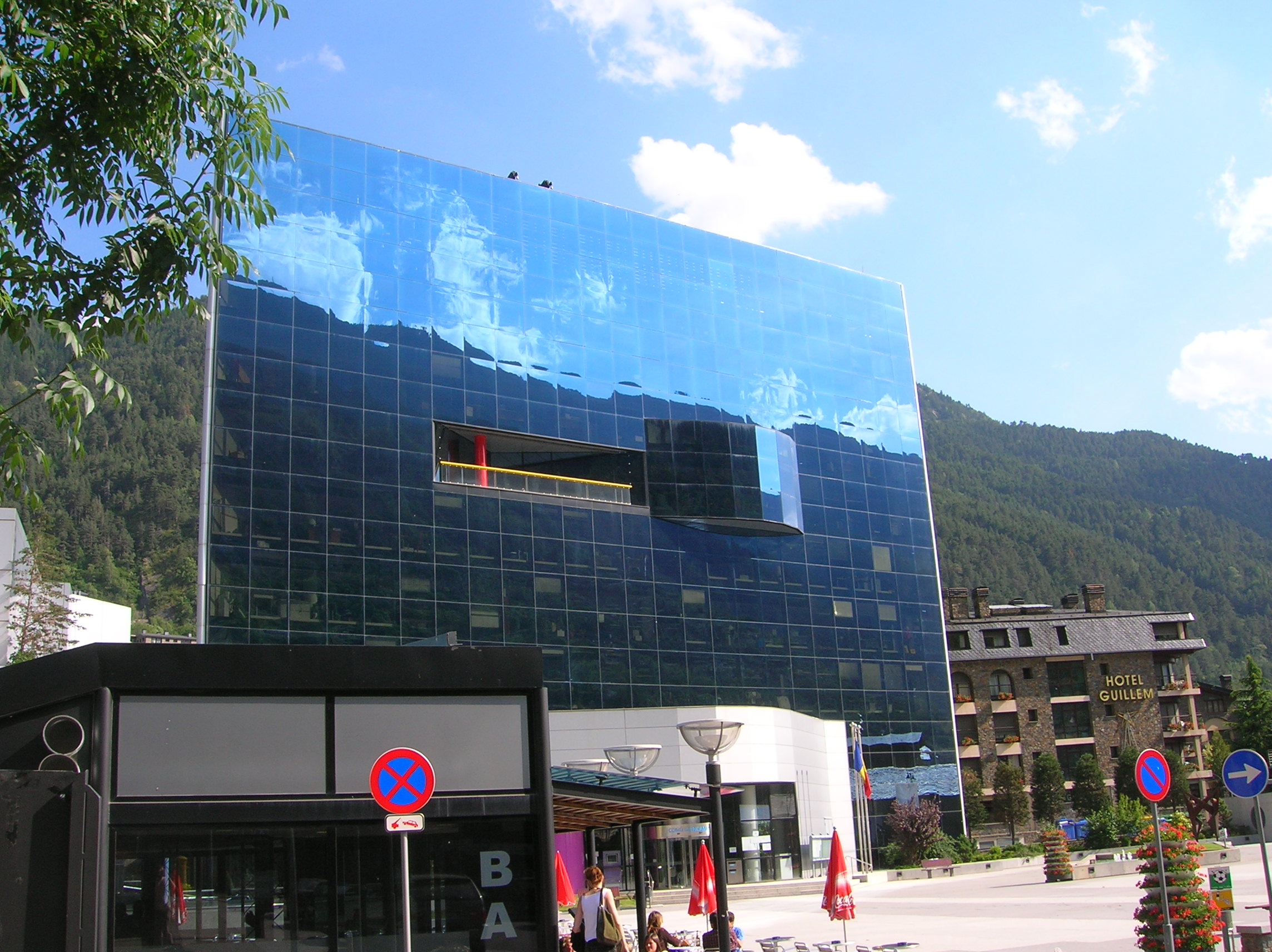
Sede del Ayuntamiento o Alcaldía de Encamp (Comú d'Encamp)

### Administración pública
Los comunes son órganos de representación y administración civil de las parroquias. Son corporaciones públicas con personalidad jurídica y potestad normativa local. Los comunes se encargan de aprobar y ejecutar el presupuesto comunal, gestionar los bienes de propiedad comunal y pueden presentar proyectos de ley al Consejo General de Andorra. Sus miembros se eligen cada cuatro años por sufragio universal e incluyen un cónsul mayor, un cónsul menor y entre 8 y 14 consejeros comunales.

### Derechos humanos
En materia de derechos humanos, respecto a la pertenencia a los siete organismos de la Carta Internacional de Derechos Humanos, que incluyen al Comité de Derechos Humanos (HRC), Principado de Andorra ha firmado o ratificado:
| Principado de Andorra | Tratados internacionales  | Tratados internacionales | Tratados internacionales    | Tratados internacionales    | Tratados internacionales    | Tratados internacionales    | Tratados internacionales | Tratados internacionales | Tratados internacionales | Tratados internacionales    | Tratados internacionales | Tratados internacionales | Tratados internacionales | Tratados internacionales | Tratados internacionales | Tratados internacionales  | Tratados internacionales    | Tratados internacionales    |
| --- | ------------------------- | ------------------------ | --------------------------- | --------------------------- | --------------------------- | --------------------------- | ------------------------ | --- | ------------------------ | --------------------------- | ------------------------ | ------------------------ | ------------------------ | ------------------------ | ------------------------ | ------------------------- | --------------------------- | --------------------------- |
| Principado de Andorra | CESCR                     | CESCR                    | CCPR                        | CCPR                        | CCPR                        | CERD                        | CED                      | CEDAW | CEDAW                    | CAT                         | CAT                      | CRC                      | CRC                      | CRC                      | CRC                      | MWC                       | CRPD                        | CRPD                        |
| Principado de Andorra | CESCR                     | CESCR-OP                 | CCPR                        | CCPR-OP1                    | CCPR-OP2-DP                 | CERD                        | CED                      | CEDAW | CEDAW-OP                 | CAT                         | CAT-OP                   | CRC                      | CRC-OP-AC                | CRC-OP-SC                | CRC-OP-CP                | MWC                       | CRPD                        | CRPD-OP                     |
| Pertenencia | Ni firmado ni ratificado. | Sin información.         | Firmado pero no ratificado. | Firmado pero no ratificado. | Firmado pero no ratificado. | Firmado pero no ratificado. | Sin información.         | Andorra ha reconocido la competencia de recibir y procesar comunicaciones individuales por parte de los órganos competentes. | Firmado y ratificado.    | Firmado pero no ratificado. | Sin información.         | Firmado y ratificado.    | Firmado y ratificado.    | Firmado y ratificado.    | Sin información.         | Ni firmado ni ratificado. | Firmado pero no ratificado. | Firmado pero no ratificado. |
| Firmado y ratificado, firmado, pero no ratificado, ni firmado ni ratificado, sin información, ha accedido a firmar y ratificar el órgano en cuestión, pero también reconoce la competencia de recibir y procesar comunicaciones individuales por parte de los órganos competentes. |                           |                          |                             |                             |                             |                             |                          | |                          |                             |                          |                          |                          |                          |                          |                           |                             |                             |

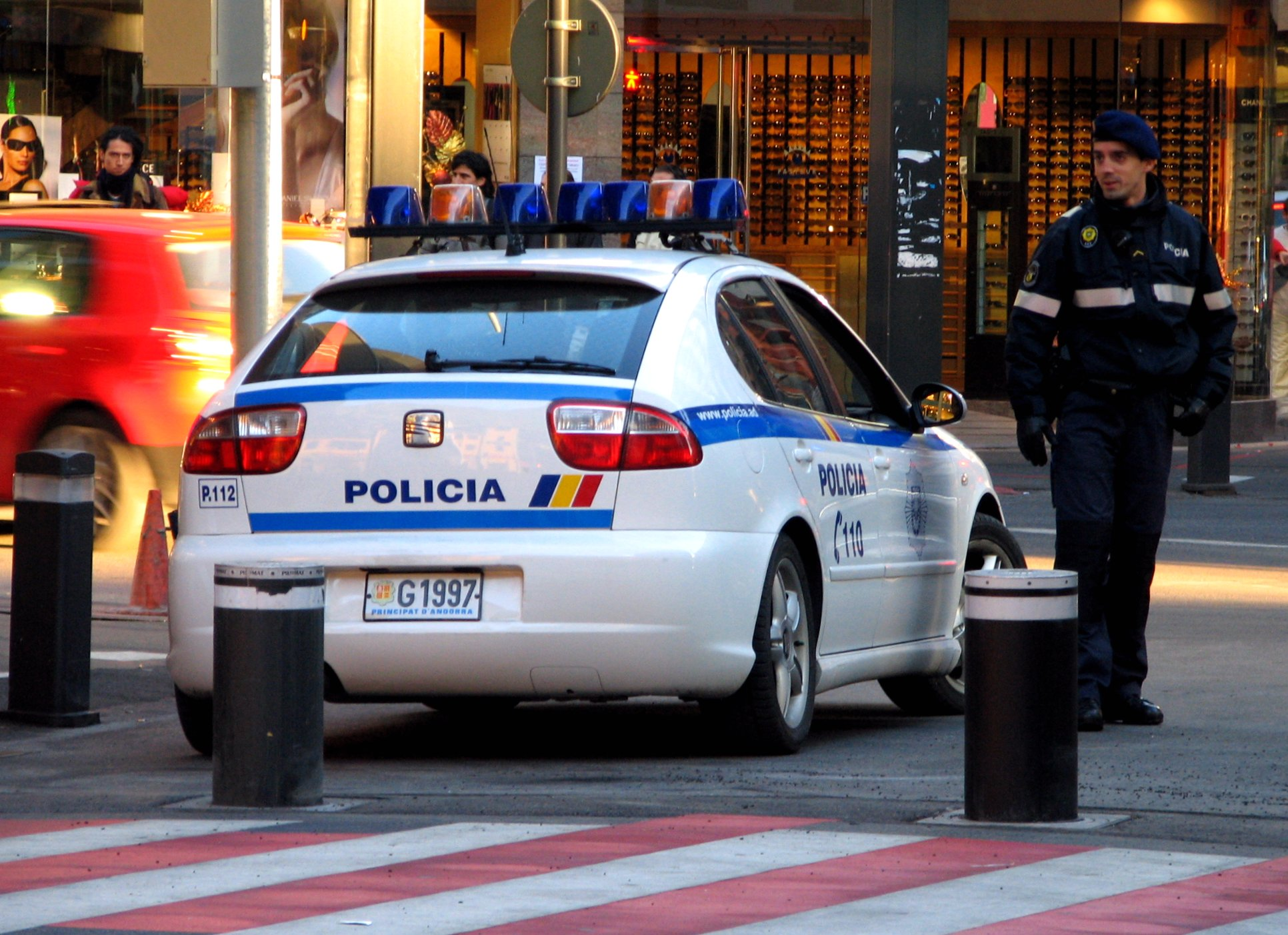
Cuerpo de Policía de Andorra (Cos de Policia d’Andorra)

La actual normativa sobre revisiones médicas que se realizan a inmigrantes, establece que se denegará la autorización de trabajo a aquellas personas que padezcan alcoholismo u otras toxicomanías, enfermedades susceptibles de cuarentena definidas en el Reglamento Sanitario Internacional de la Organización Mundial de la Salud, alteraciones psicomentales graves que representen un peligro para el orden o seguridad públicas, enfermedades infecciosas que representen un peligro para la salud pública como hepatitis o sida, enfermedades crónicas que evolucionen a una incapacidad laboral como sordera o incapacidades físicas o psíquicas para el tipo de trabajo solicitado.
Los Derechos Humanos quedan asegurados con la figura del Raonador del Ciutadà (Defensor del Pueblo), que es una institución independiente de cualquier otra que tiene como misión la defensa y la protección de los derechos y libertades fundamentales reconocidos en la Constitución, la vigilancia del cumplimiento y la defensa de los derechos reconocidos en los convenios internacionales firmados y ratificados por el Principado de Andorra en los términos que establece la ley, en particular sobre los derechos de los niños, de las personas con discapacidad, y también la lucha contra la discriminación de todo tipo y contra las actitudes racistas, xenófobas, antisemitas e intolerantes.

### Defensa
Andorra no tiene fuerzas armadas propias, aunque existe un pequeño ejército ceremonial. La responsabilidad de la defensa de la nación recae principalmente en sus vecinos, Francia y España, según el Tratado de 1993 entre España, Francia y Andorra.
Andorra ha contado a través de diversas épocas con un pequeño ejército, que históricamente se ha alzado o reconstituido en diversas fechas, pero que en los tiempos modernos nunca ha llegado a constituir un ejército permanente. El principio básico de la defensa andorrana es que todos los hombres sanos están disponibles para luchar si son llamados por el Somatén (formado por los cabezas de familia). Al ser un país sin salida al mar, Andorra carece de armada.
Antes de la Primera Guerra Mundial, Andorra mantuvo una milicia armada de unos 600 milicianos a tiempo parcial bajo la supervisión de un capitán del somatén (Capità o Cap de Sometent) y un teniente (Desener o Lloctinent del Capità). Este cuerpo no podía prestar servicio fuera del principado y estaba dirigido por dos oficiales (veguers) nombrados por Francia y el obispo de Urgel en España.
En la época moderna, el ejército se componía de un cuerpo muy reducido de voluntarios dispuestos a realizar tareas ceremoniales. Los uniformes y el armamento se pasaban de generación en generación dentro de las familias y las comunidades.
El papel del ejército en la seguridad interior fue asumido en gran medida por la formación del Cuerpo de Policía de Andorra en 1931. Breves desórdenes civiles relacionados con las elecciones de 1933 llevaron a solicitar ayuda a la Gendarmería Nacional francesa, con un destacamento residente en Andorra durante dos meses bajo el mando de René-Jules Baulard. La Policía andorrana fue reformada al año siguiente, con once soldados nombrados para funciones de supervisión. La fuerza estaba compuesta por seis cabos, uno por cada parroquia (aunque actualmente hay siete parroquias, hasta 1978 solo había seis), más cuatro oficiales subalternos para coordinar la acción, y un comandante con el rango de mayor. Era responsabilidad de los seis cabos, cada uno en su parroquia, poder reunir una fuerza de combate entre los hombres aptos de la parroquia.
La única sección permanente del somatén actual es una unidad ceremonial de doce hombres. Sin embargo, todos los hombres sanos están técnicamente disponibles para el servicio militar, con el requisito de que cada familia tenga acceso a un arma de fuego. Un arma de área como una escopeta por hogar no está regulada, sin embargo las armas a distancia como pistolas y fusiles requieren una licencia. El ejército andorrano no ha combatido en más de 700 años y su principal responsabilidad es presentar la bandera de Andorra en actos ceremoniales oficiales. Según Marc Forné Molné, el presupuesto militar de Andorra proviene estrictamente de donaciones voluntarias y de la disponibilidad de voluntarios a tiempo completo.
En tiempos más recientes solo ha habido una llamada de emergencia general al Somatén: durante las inundaciones de 1982 en el Pirineo español, donde perecieron 12 ciudadanos de Andorra, para ayudar a la población y establecer un orden público junto con las unidades de la policía local.

### Organización territorial
Andorra se divide territorialmente en siete parroquias, primer y único nivel político-administrativo del país. Aun así, hay subdivisiones territoriales: las parroquias de Ordino, La Massana y San Julián de Loria se dividen en quarts (cuartos rurales), y la parroquia de Canillo en veïnats (vecindades).

### Parroquias
Las parroquias toman el nombre de su capital y el orden protocolario es:
- Canillo. Fronteriza con Francia.
- Encamp. Fronteriza con Francia y España.
- Ordino. Fronteriza con Francia.
- La Massana. Fronteriza con Francia y España.
- Andorra la Vieja. Parroquia más poblada y fronteriza con España. Su ciudad principal es la capital del país.
- San Julián de Loria. Fronteriza con España.
- Las Escaldas-Engordany. Fronteriza con España. Es la más reciente, al haberse formado en junio de 1978.

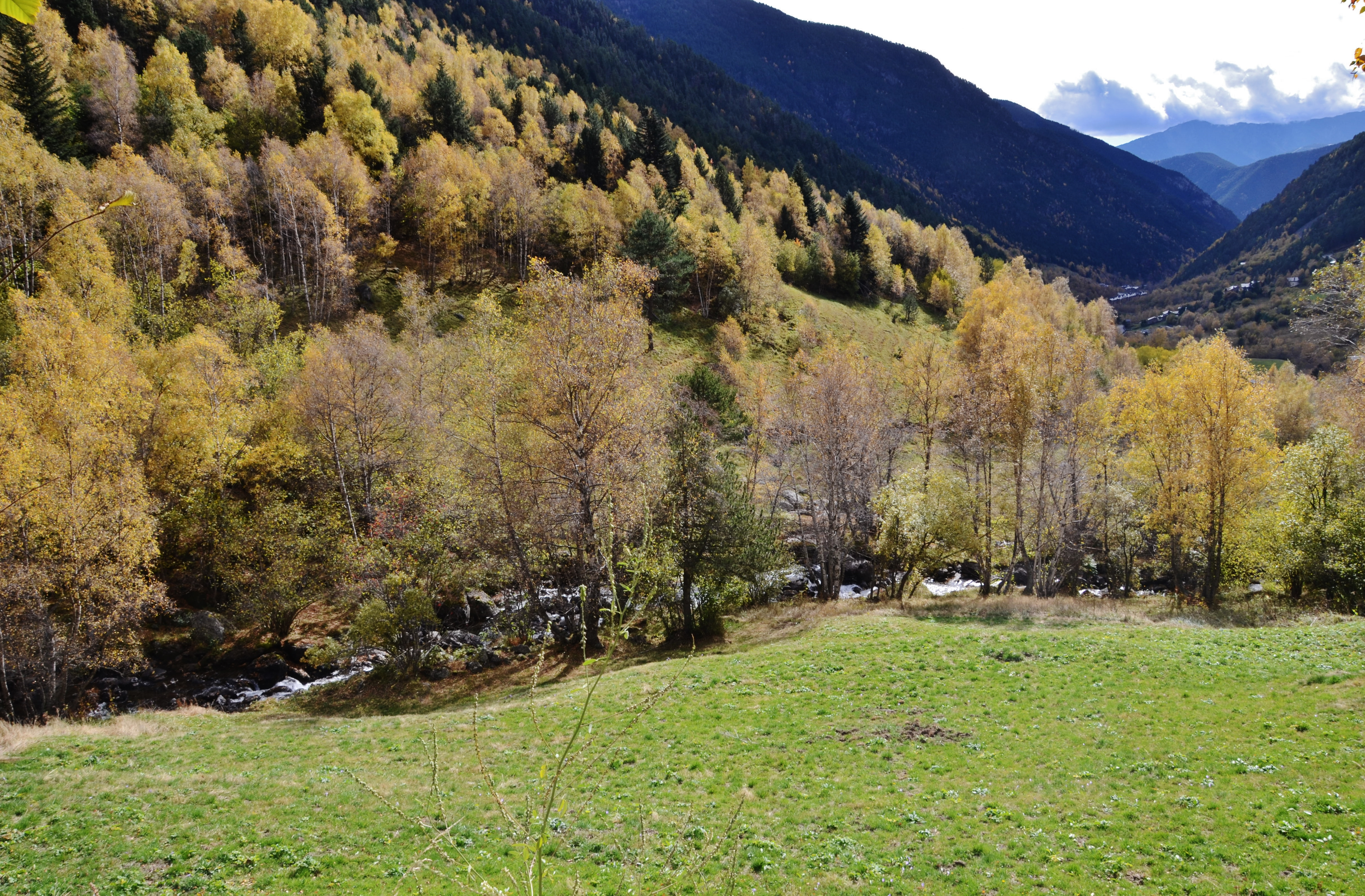
Paisaje de la parroquia de Ordino al norte de Andorra

### Política exterior
Desde el establecimiento de su soberanía plena con la ratificación de la Constitución en 1993, Andorra ha pasado a ser un miembro activo de la comunidad internacional. En julio de 1993, Andorra estableció su primera misión diplomática en el mundo ante las Naciones Unidas.
Los asuntos exteriores son supervisados por el Ministerio de Asuntos Exteriores (Ministeri d'Afers Exteriors).

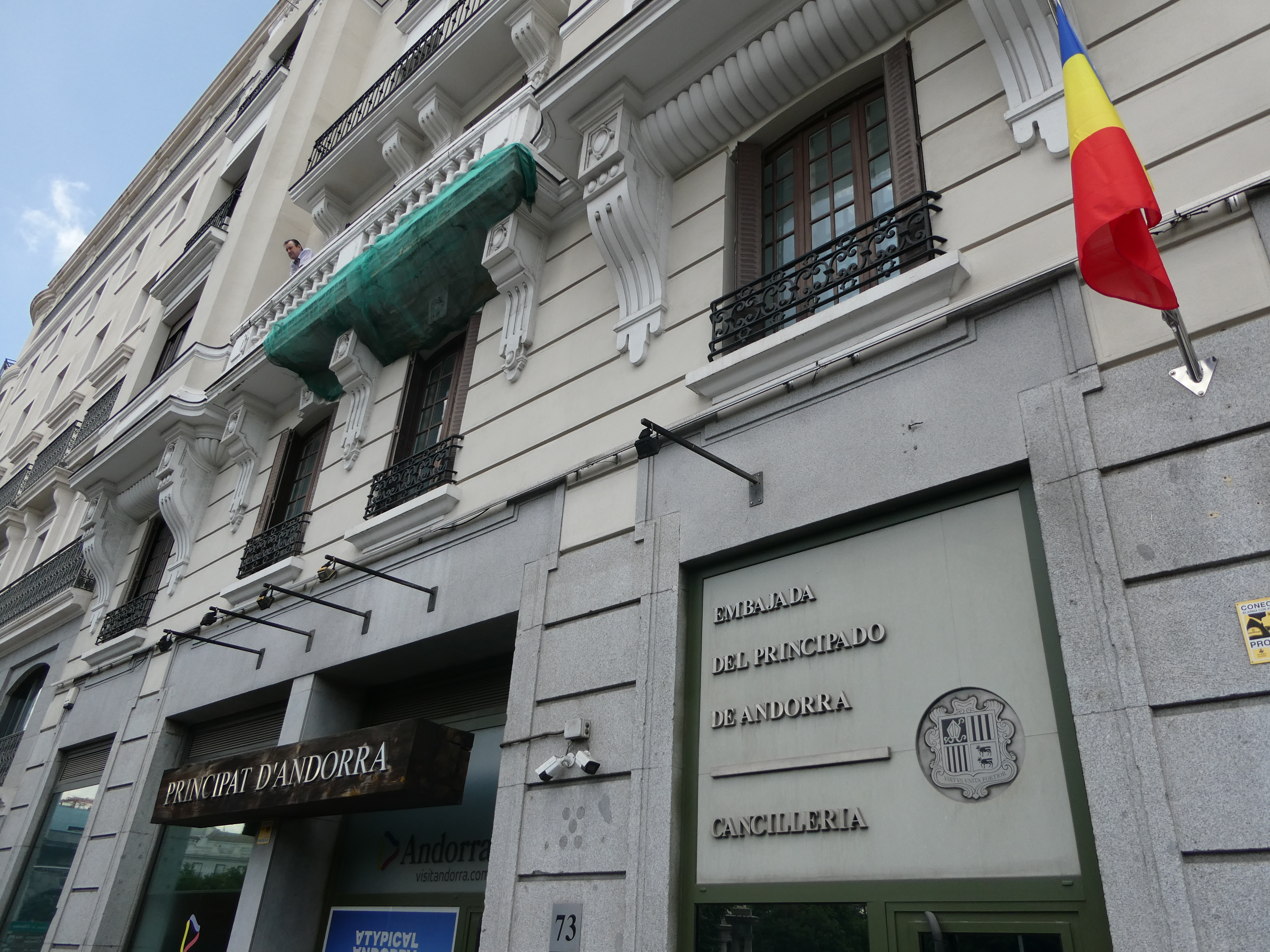
Embajada del Principado de Andorra en Madrid, España

Andorra es miembro de pleno derecho de la Organización de las Naciones Unidas (ONU), la Organización de las Naciones Unidas para la Educación, la Ciencia y la Cultura (UNESCO), la Conferencia de las Naciones Unidas sobre Comercio y Desarrollo (UNCTAD), la Corte Penal Internacional (CPI), el Centro Internacional de Estudios de Conservación y Restauración de los Bienes Culturales (ICCROM), la Unión Internacional de Telecomunicaciones (UIT), la Cruz Roja Internacional, la Convención Universal sobre Derecho de Autor, el Consejo de Europa, la Organización Mundial del Turismo, la Organización para la Seguridad y la Cooperación en Europa (OSCE), el Consejo de Cooperación Aduanera (CCA) e Interpol. Desde 1991, Andorra tiene un acuerdo especial con la Unión Europea (Acuerdo entre la Comunidad Económica Europea y el Principado de Andorra sobre relaciones comerciales)

##### Embajadas
- Embajada de España
- Embajada de Francia
- Embajada de Portugal

##### Consulados
- Consulado de Italia
- Consulado de Filipinas
- Consulado General de España

## Geografía

Mapa topográfico de Andorra.

Se sitúa mayoritariamente en la península ibérica, con la excepción de la Solana que vierte aguas al río Ariège, afluente del Garona, que desemboca en Burdeos. La superficie de Andorra, englobada en la península ibérica, es de 468 km². Su relieve es montañoso, con 65 picos de más de 2500 m de altitud. La montaña más alta es el pico de Comapedrosa que, con una altitud de 2946 m s. n. m., está situado en la cordillera de los Pirineos, enclavado entre la frontera de España y Francia. Es una región de escarpados picos montañosos y estrechos valles por donde fluyen numerosos cursos de agua que se unen para formar los tres ríos principales: el río Valira del Norte, el río Valira de Oriente y el río Gran Valira. Hay grandes extensiones boscosas de pinos y abedules debido al clima mediterráneo de alta montaña del que goza el país. En 2004, el valle de Madriu-Perafita-Claror fue declarado Patrimonio de la Humanidad por la Unesco.

### Clima

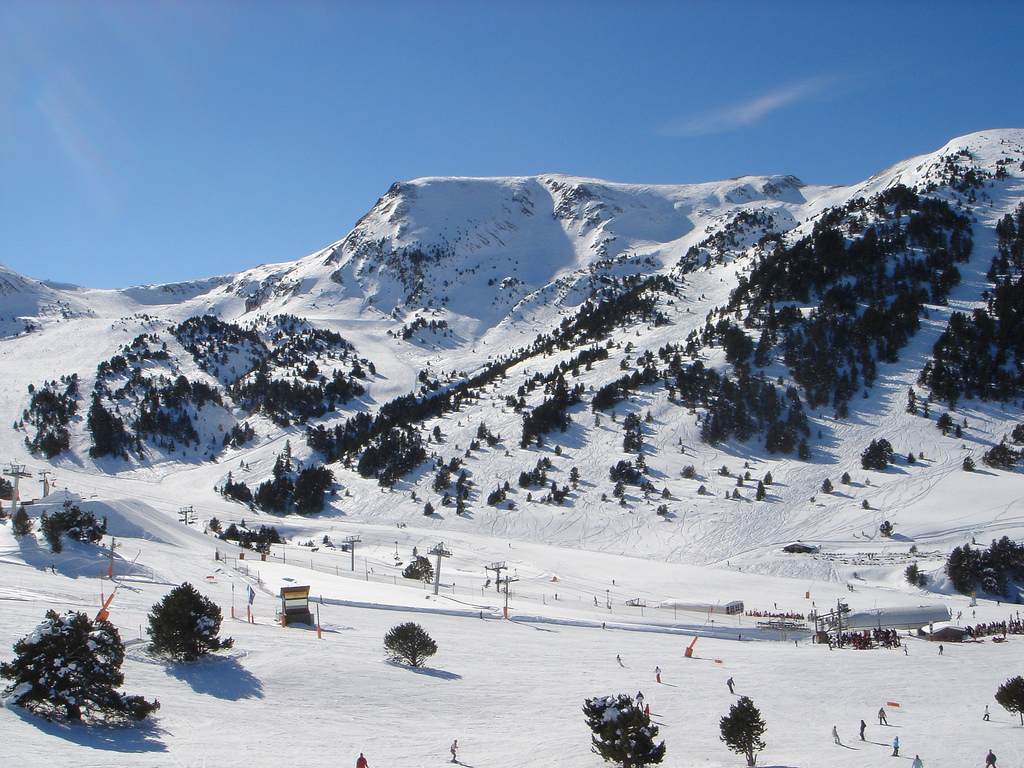
Estación de esquí de Grandvalira.

Andorra cuenta con un clima mediterráneo y oceánico de alta montaña, en el que las temperaturas en invierno son frías y en verano, suaves. Se producen variaciones en el clima dependiendo de la altitud y la orientación. El Principado tiene un porcentaje elevado de días soleados y el clima es algo húmedo.
La media de las mínimas anuales es de -11 °C y la de las máximas es de 24 °C. Las precipitaciones más abundantes se producen durante el otoño mientras que en invierno son, sobre todo, de nieve.
Se puede definir un modelo global caracterizado por lluvias convectivas y abundantes durante la primavera y el verano, que pueden durar hasta el otoño (mayo, junio y agosto suelen ser los meses más lluviosos); en invierno, sin embargo, es menos lluvioso, excepto en las tierras altas, sometidas a la influencia de los frentes del Atlántico, lo que explica la gran cantidad de nieve que cae en las montañas andorranas. El régimen de temperaturas se caracteriza, a grandes rasgos, por un verano templado y un invierno largo y frío; de acuerdo con la condición montañosa del Principado.

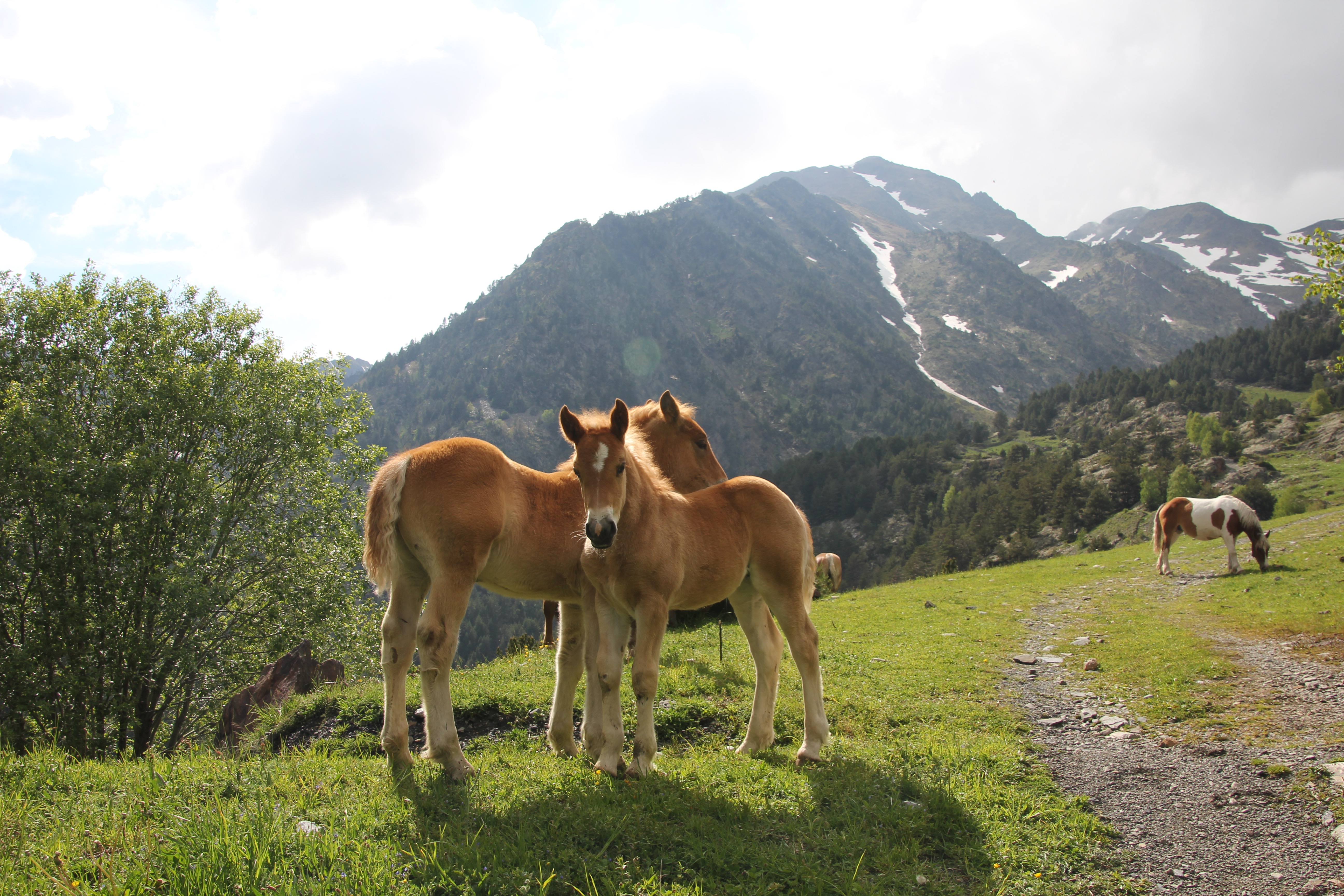
Valles del Comapedrosa, Andorra

| Parámetros climáticos promedio de Andorra la Vieja (Roc de Sant Pere), altitud: 1,075msnm (1971-2000) | Parámetros climáticos promedio de Andorra la Vieja (Roc de Sant Pere), altitud: 1,075msnm (1971-2000) | Parámetros climáticos promedio de Andorra la Vieja (Roc de Sant Pere), altitud: 1,075msnm (1971-2000) | Parámetros climáticos promedio de Andorra la Vieja (Roc de Sant Pere), altitud: 1,075msnm (1971-2000) | Parámetros climáticos promedio de Andorra la Vieja (Roc de Sant Pere), altitud: 1,075msnm (1971-2000) | Parámetros climáticos promedio de Andorra la Vieja (Roc de Sant Pere), altitud: 1,075msnm (1971-2000) | Parámetros climáticos promedio de Andorra la Vieja (Roc de Sant Pere), altitud: 1,075msnm (1971-2000) | Parámetros climáticos promedio de Andorra la Vieja (Roc de Sant Pere), altitud: 1,075msnm (1971-2000) | Parámetros climáticos promedio de Andorra la Vieja (Roc de Sant Pere), altitud: 1,075msnm (1971-2000) | Parámetros climáticos promedio de Andorra la Vieja (Roc de Sant Pere), altitud: 1,075msnm (1971-2000) | Parámetros climáticos promedio de Andorra la Vieja (Roc de Sant Pere), altitud: 1,075msnm (1971-2000) | Parámetros climáticos promedio de Andorra la Vieja (Roc de Sant Pere), altitud: 1,075msnm (1971-2000) | Parámetros climáticos promedio de Andorra la Vieja (Roc de Sant Pere), altitud: 1,075msnm (1971-2000) | Parámetros climáticos promedio de Andorra la Vieja (Roc de Sant Pere), altitud: 1,075msnm (1971-2000) |
| Mes                                                                                                   | Ene.                                                                                                  | Feb.                                                                                                  | Mar.                                                                                                  | Abr.                                                                                                  | May.                                                                                                  | Jun.                                                                                                  | Jul.                                                                                                  | Ago.                                                                                                  | Sep.                                                                                                  | Oct.                                                                                                  | Nov.                                                                                                  | Dic.                                                                                                  | Anual                                                                                                 |
| --- | --- | --- | --- | --- | --- | --- | --- | --- | --- | --- | --- | --- | --- |
| Temp. máx. media (°C)                                                                                 | 6.9                                                                                                   | 8.9                                                                                                   | 11.7                                                                                                  | 13.3                                                                                                  | 17.6                                                                                                  | 21.9                                                                                                  | 26.2                                                                                                  | 25.4                                                                                                  | 21.4                                                                                                  | 16.0                                                                                                  | 10.7                                                                                                  | 7.5                                                                                                   | 15.6                                                                                                  |
| Temp. media (°C)                                                                                      | 2.2                                                                                                   | 3.5                                                                                                   | 5.8                                                                                                   | 7.5                                                                                                   | 11.5                                                                                                  | 15.4                                                                                                  | 18.8                                                                                                  | 18.5                                                                                                  | 14.9                                                                                                  | 10.3                                                                                                  | 5.7                                                                                                   | 3.0                                                                                                   | 9.8                                                                                                   |
| Temp. mín. media (°C)                                                                                 | -2.5                                                                                                  | -1.8                                                                                                  | -0.2                                                                                                  | 1.7                                                                                                   | 5.3                                                                                                   | 8.8                                                                                                   | 11.4                                                                                                  | 11.4                                                                                                  | 8.5                                                                                                   | 4.7                                                                                                   | 0.6                                                                                                   | -1.4                                                                                                  | 3.9                                                                                                   |
| Precipitación total (mm)                                                                              | 53.1                                                                                                  | 37.9                                                                                                  | 40.5                                                                                                  | 71.2                                                                                                  | 89.8                                                                                                  | 84.2                                                                                                  | 60.7                                                                                                  | 85.6                                                                                                  | 80.9                                                                                                  | 72.4                                                                                                  | 68.4                                                                                                  | 67.9                                                                                                  | 812.3                                                                                                 |
| Fuente: ACDA                                                                                          | | | | | | | | | | | | | |

### Relieve
Este pequeño país se caracteriza por sus cumbres de materiales paleozoicos, que se elevan por encima de los 2600 m s. n. m. y llegan a un máximo de 2946 m s. n. m. en el pico de Coma Pedrosa, cerca del Pla de l'Estany en la frontera hispano-francesa. La actividad humana se centra en el valle transversal noreste-suroeste, que a partir del puerto de Envalira, con 2408 m s. n. m., desciende hasta los 840 m s. n. m., cuando el río Valira entra en España.

### Vegetación
Los bosques ocupan 2/5 del territorio, distribuidos en tres pisos altitudinales: hasta los 1200 metros, destacan la encina y el roble; hasta los 1600-1700 metros, predomina el pino silvestre; y hasta los 2200-2300 metros, abunda el pino negro, sustituido en las cumbres por los prados alpinos.
En la parroquia de La Massana está el bosque de Arinsal, una de las masas forestales más importantes de Andorra. Su flor típica es la grandalla.

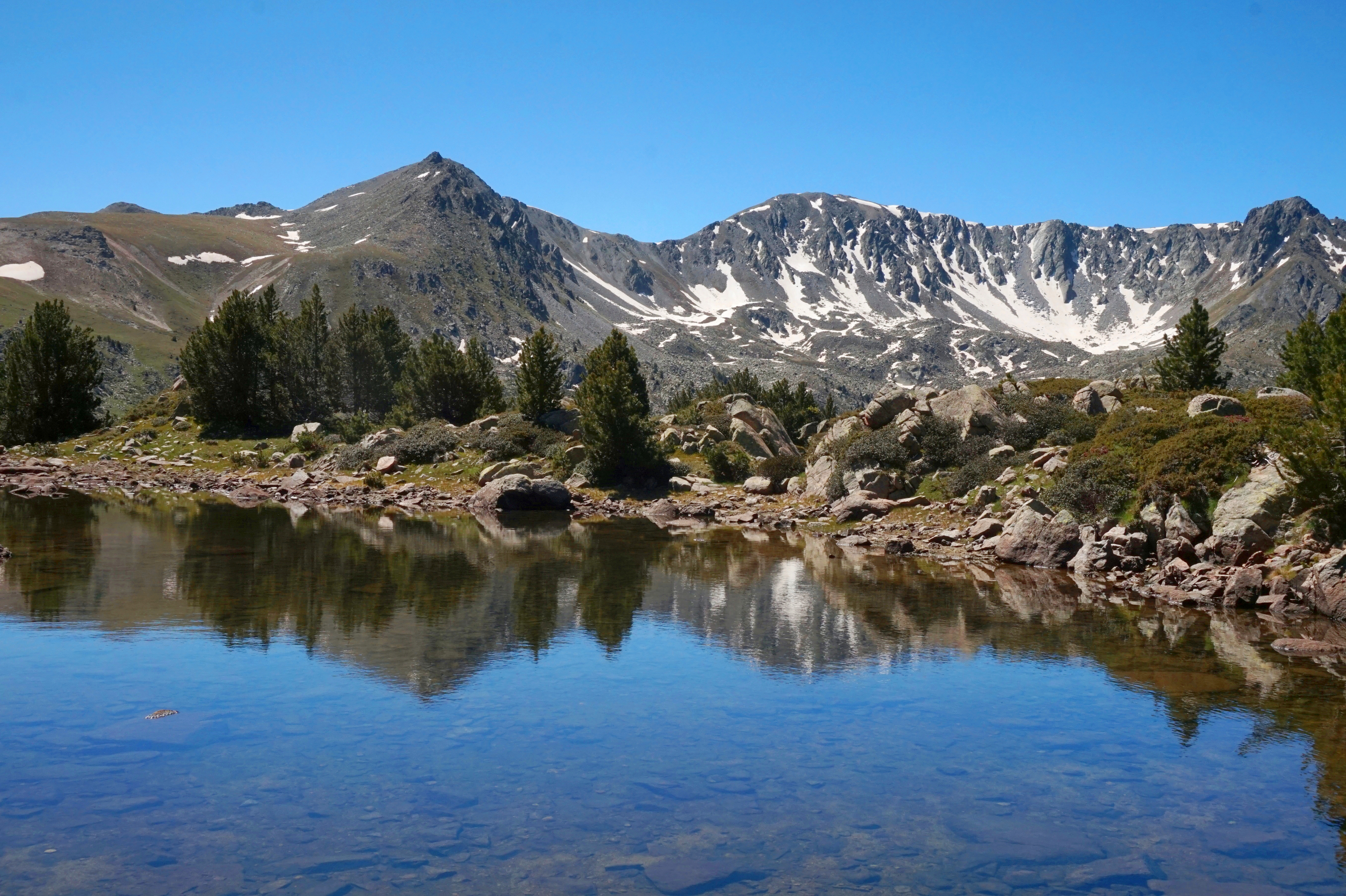
Lago conocido como Estany de la Bova

### Hidrografía
El país es cruzado por los tres ríos principales. El Valira de Oriente nace en la parte más oriental, tiene un recorrido de 23 km y pasa por las ciudades de Canillo y Encamp, confluyendo con el río Valira del Norte, que nace en los lagos de Tristaina, tiene un recorrido de 14 km y pasa por la ciudad de Ordino y La Massana para finalmente, en la ciudad de Las Escaldas-Engordany, confluir ambos ríos y formar el Gran Valira, con un recorrido de 11,6 km y un caudal anual medio de 13 m³/s. Este último, en su descenso hacia el sur, acaba desembocando en el río Segre que, a su vez, es afluente del Ebro.
Andorra tiene más de 60 lagos. Los más representativos son el lago de Juclar, cuya superficie es la más extensa de todos los lagos del Principado con 21 hectáreas y que, durante la época estival y por la consecuente falta de agua, puede avistarse como tres lagos diferentes, aunque en realidad es el mismo, el lago de l'Illa con 13 hectáreas, el estanque de Engolasters con 7 hectáreas y los tres lagos de Tristaina.

## Demografía y sociedad

### Población

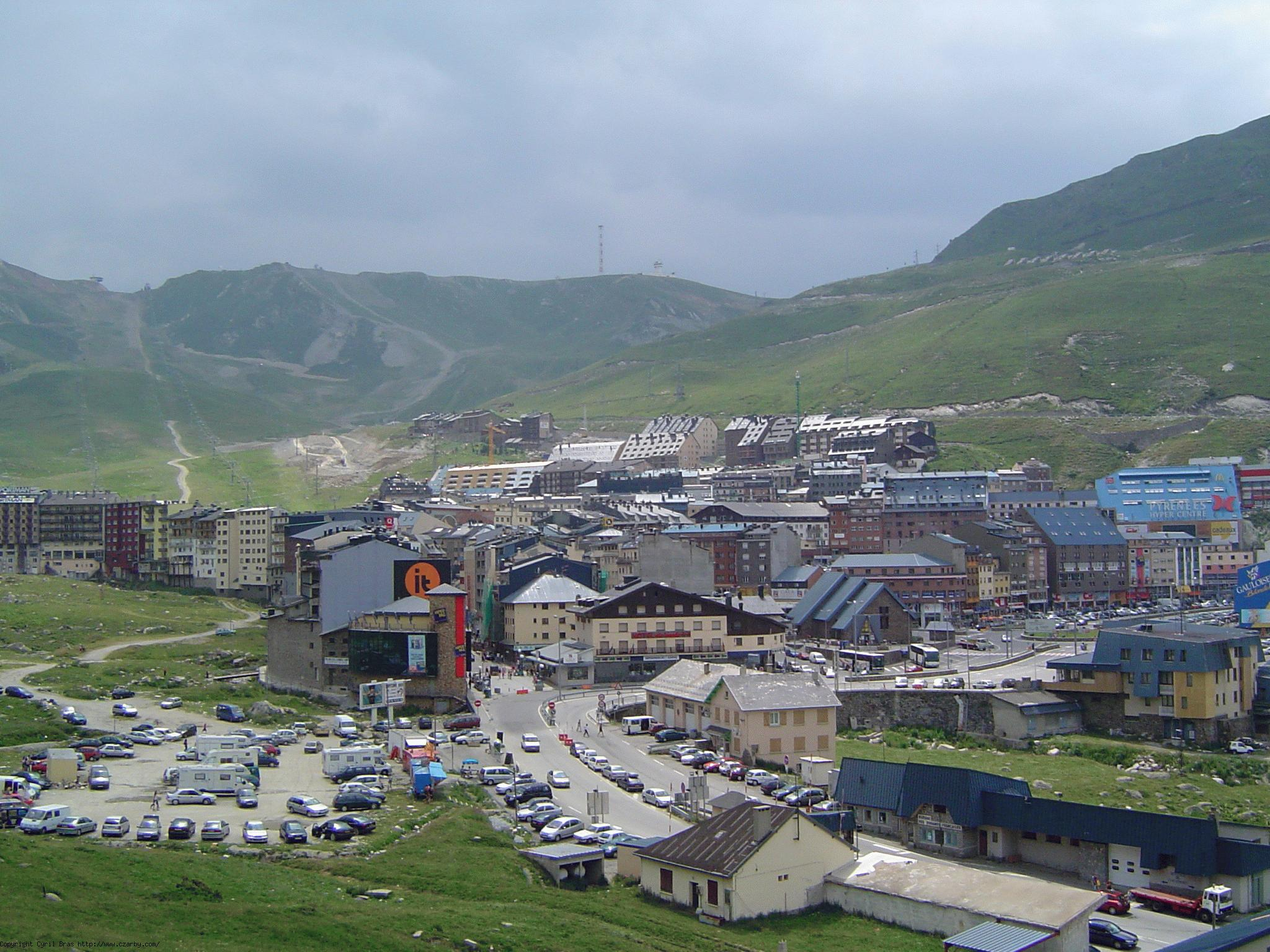
Pas de la Casa, pueblo fronterizo con Francia.

La población de Andorra en 2022 era de 79 877 habitantes. En 2008 era de 84 484 habitantes, de los cuales 31 636 eran andorranos, 27 300 españoles, 13 794 portugueses, 5214 franceses y 6540 de otras nacionalidades. Debido a una política voluntaria de carácter restrictivo para adquirir la nacionalidad, en 1998, última fecha de la que se tiene información de todos los habitantes con nacionalidad andorrana, solo el 53,1 % habían nacido en Andorra. Aun así, el número total de ciudadanos andorranos ha crecido significativamente en los últimos diez años: en 1998, solo representaban el 24,5 % de la población total y en la actualidad, ya son mayoría relativa. Por el contrario, el número absoluto de ciudadanos españoles en 2008 era ligeramente menor que el número de 1998, pero su porcentaje con respecto de la población total ha disminuido significativamente del 48,4 % al 32,8 %, y hoy constituyen la primera minoría del país, junto con portugueses (16,3 %) y franceses (6,3 %) como los otros grupos principales. En conjunto, los ciudadanos que no disponen de la nacionalidad andorrana son mayoritarios, pero no tienen derecho a voto en las elecciones comunales, ni tampoco pueden ser presidentes.

Arinsal, pueblo de la parroquia de La Massana.

En cuanto a las parroquias, la más poblada es Andorra la Vieja, con una población de 24 678 habitantes en 2008, seguida de Las Escaldas-Engordany con 16 714, Encamp con 14 234, San Julián de Loria con 9652, La Massana 9636, Canillo 5625 y Ordino con solo 3945 habitantes, siendo la menos poblada.
La tasa de crecimiento demográfico es más alta que las de la mayoría de los estados europeos; en 2008 se estimaba en el 2 % anual. Esta tasa de crecimiento demográfico es debida a una tasa de natalidad, estimada en 2008, de 10,6 por cada 1000 habitantes, una tasa de mortalidad de 5,6 por cada 1000 habitantes, y una altísima tasa neta de migración de 14 migrantes por cada 1000 habitantes. La tasa de crecimiento anual había llegado a un máximo histórico del 7,7 % en 2003, seguida del 6,4 % en 2004, siendo Canillo la parroquia con la tasa más elevada. La esperanza de vida de los andorranos es la segunda más alta del mundo, estimada en 91,2 años (89,2 para los hombres y 93,2 para las mujeres). La tasa de fertilidad es de 1,32 hijos por mujer. En cuanto a la pirámide de edades, el 15,5 % de los andorranos en 2008 tenían menos de 14 años, el 72,5 % entre 15 y 64 años, y el 12 % tenían 65 o más años. La media de edad de los residentes andorranos es de 38,8 años.

### Idiomas

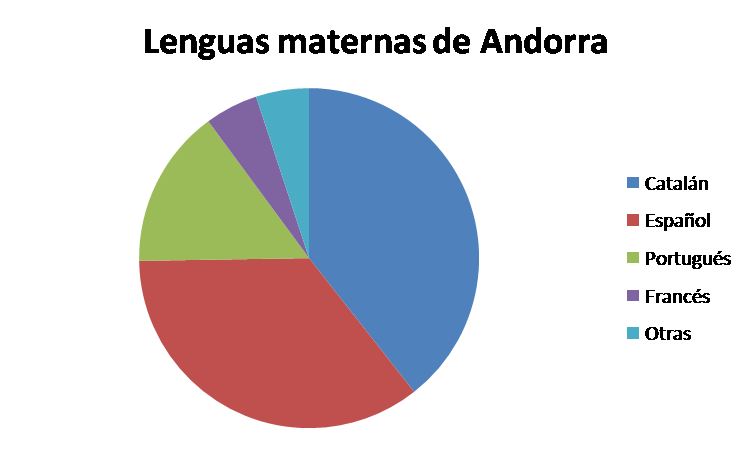
Gráfico de lenguas maternas de Andorra (2012).

El idioma oficial de Andorra es el catalán, es el único Estado que lo tiene como único idioma oficial. Aunque la realidad lingüística es el resultado de la gran transformación demográfica que ha vivido el país desde la segunda mitad del siglo XX: en 1940 las personas extranjeras residentes en el país representaban solo el 17 %; en 1989 representaban el 75,7 % —máximo histórico— y en 2007 alrededor del 65 %. El Instituto Español de Andorra ha estado escolarizando un gran número de alumnos portugueses que, con frecuencia, llegaba a las aulas sin ningún conocimiento previo del español.

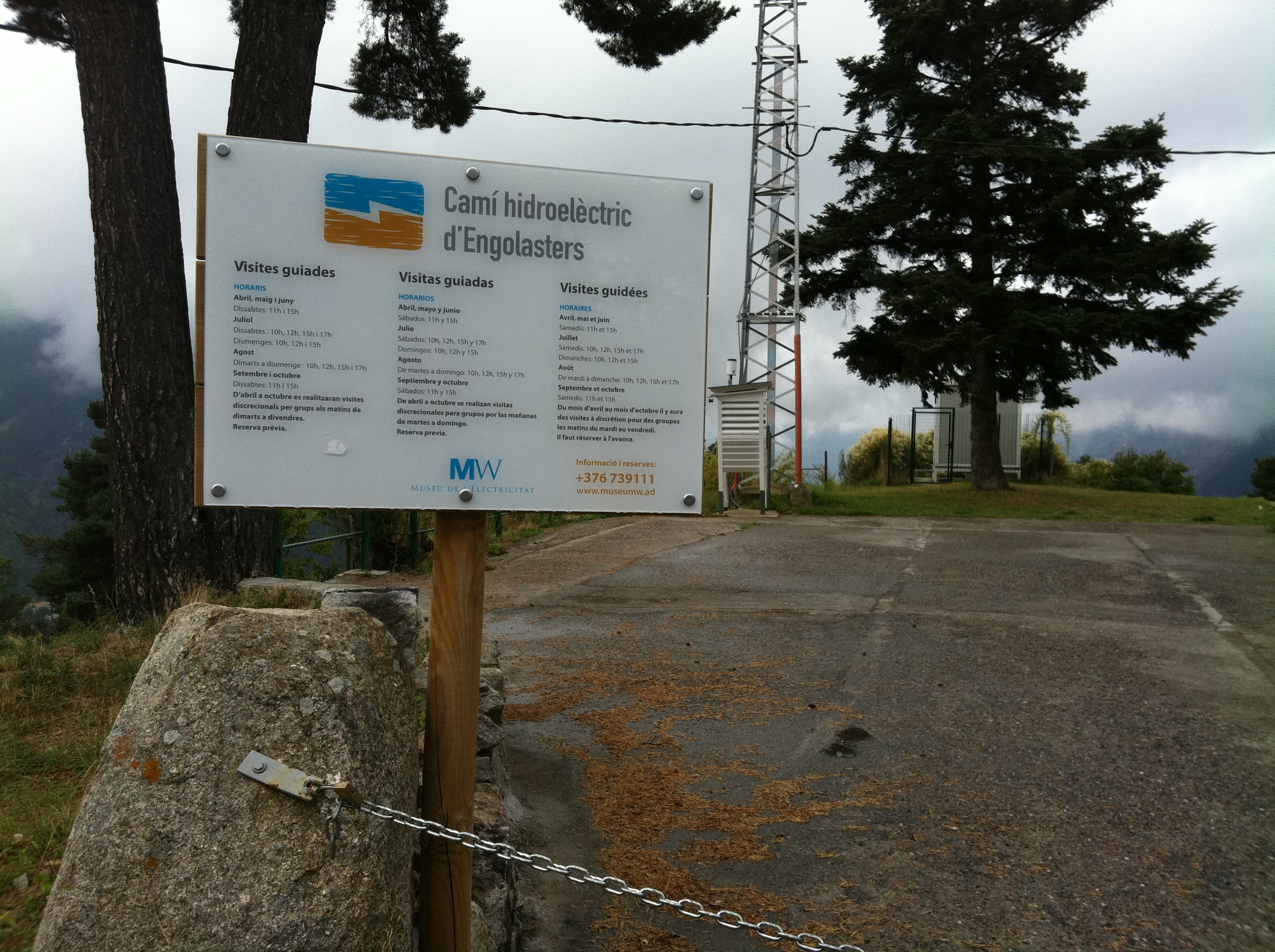
Un cartel en el terminal del funicular de Engolasters en Andorra escrito en catalán, español y francés.

El catalán es la lengua materna del 35,7 % de la población de nacionalidad andorrana, pero lo utiliza habitualmente el 45,9%. Para el castellano, es respectivamente el 43,2% y el 39,1%. A pesar del crecimiento de la población de nacionalidades andorrana y portuguesa, el 43,4 % declaró que el español es su lengua materna.
En cuanto a la alfabetización, el 100 % de los ciudadanos saben leer y escribir. El español es la lengua que ocupa el primer lugar respecto a la proporción de la población alfabetizada, seguida del francés, y en tercer lugar el catalán.
Según un estudio de 2018 del Servicio de Política Lingüística del Gobierno de Andorra, los idiomas más comunes en Andorra son:
| Idioma        | Lengua materna (%) | Lengua habitual (%) |
| ------------- | ------------------ | ------------------- |
| Español       | 43,2               | 39,1                |
| Catalán       | 35,7               | 45,9                |
| Portugués     | 17,1               | 3,9                 |
| Francés       | 8,9                | 6,5                 |
| Demás idiomas | 6,8                | 3,9                 |

| Censo | Lengua materna (%) | Segunda lengua (%) | Población total de hispanohablantes (%) |
| ----- | ------------------ | ------------------ | --------------------------------------- |
| 1995  | 34,6               | 15,4               | 50,0                                    |
| 1999  | 43,2               | 15,0               | 58,2                                    |
| 2004  | 43,4               | 17,4               | 60,8                                    |
| 2009  | 43,9               | 15,2               | 59,1                                    |
| 2014  | 43,8               | 12,6               | 56,4                                    |
| 2018  | 43,2               | 14,4               | 57,6                                    |

### Religión
A pesar de que la Constitución no reconoce ninguna religión oficial, sí hace una mención explícita de la Iglesia católica, a la cual garantiza el ejercicio libre y público de sus actividades y el mantenimiento de las relaciones de colaboración especial con el Estado, de acuerdo con la tradición andorrana, aunque también establece la libertad religiosa. Nótese también que uno de los copríncipes del Principado es el obispo católico de la Seo de Urgel, y que la celebración religiosa del 8 de septiembre, de la Virgen de Meritxell (patrona de Andorra) es fiesta nacional. Se estima que el 95 % de la población andorrana profesa el cristianismo; entre sus denominaciones está el catolicismo (mayoritario con un 88,2 %), el protestantismo, el mormonismo y los Testigos de Jehová. Otras religiones que se practican son el islam —en su mayor parte por inmigrantes establecidos— y el hinduismo así como minorías bahá'is y judía.

### Sanidad
La sanidad en el país forma parte de la red pública y se accede a través de la afiliación a la seguridad social llamada Caja Andorrana de Seguridad Social (CASS). Hay solo un hospital, el Hospital Nuestra Señora de Meritxell, en Las Escaldas-Engordany y once centros de salud repartidos por las principales poblaciones.
Andorra tiene convenios con la Generalidad de Cataluña en materia sanitaria. En el año 2010 se firmó un nuevo acuerdo para compartir servicios sanitarios, de emergencias e historias clínicas para coordinar la derivación de pacientes del Alto Urgel al Principado y pacientes de Andorra a Cataluña. Además, el acuerdo también permite a los andorranos acceder a la tarjeta sanitaria europea y el Banco de Sangre y Tejidos de Cataluña.
Los tratamientos sanitarios en Andorra son asumidos íntegramente por los ciudadanos, si bien el Estado les garantiza la devolución del 75 % del importe si gozan de cobertura sanitaria. El resto debe pagarlo el afectado o bien un seguro médico que tenga contratado. El coste de estos ronda los 60 euros al mes.

### Educación

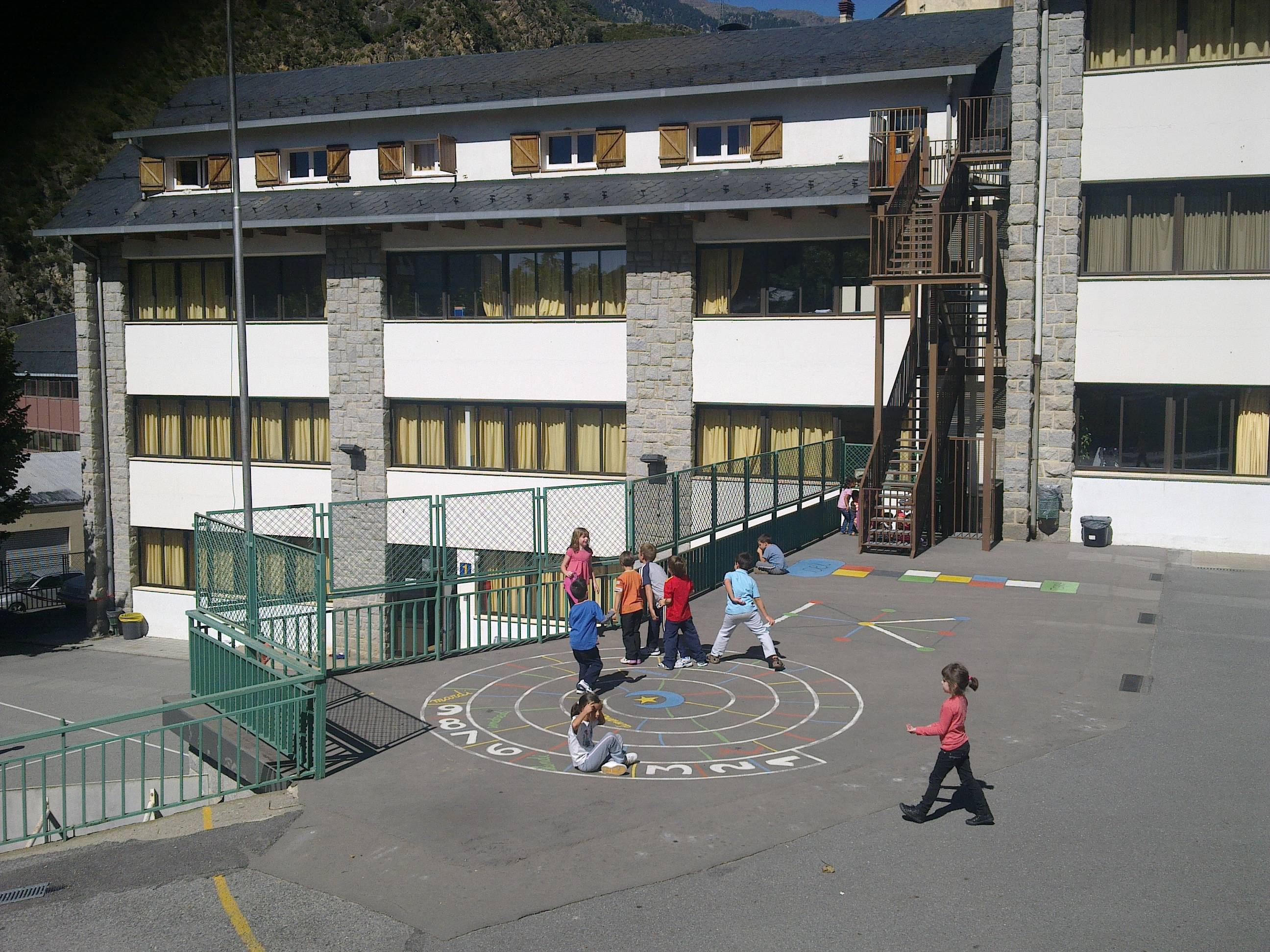
Niños en una Escuela en San Julián de Loria

En Andorra conviven tres sistemas educativos con centros de educación primaria, secundaria y Formación Profesional:
- Andorrano. Dependiente del Ministerio de Educación, Cultura y Juventud.
- Español. Dependiente del Ministerio de Educación de España.
- Francés. Dependiente del Ministerio de Educación Nacional de Francia.

Además de la oferta pública, hay que añadir la existencia de dos centros congregacionales que se rigen por el sistema español aunque mayoritariamente imparten las clases en catalán promoviendo, también, el uso del francés y el español. Para el curso escolar 2005-2006, en el sistema francés estaban inscritos 3636 alumnos, en el andorrano 3612, y en el español 3541.
En 1997 se fundó la Universidad de Andorra, de carácter público y que tiene firmados convenios de colaboración con diversas universidades españolas y francesas. Esta universidad se compone de tres centros:
- Escuela de Enfermería. Se imparte la carrera de Enfermería.
- Escuela de Informática y Gestión. Se imparten las carreras de Administración de Empresas, Ciencias de la Educación e Informática.
- Centro de Estudios Virtuales. Se imparten asignaturas virtuales, estudios de Primer o Segundo Ciclo, postgrados y cursos de actualización.
- Centro de Enseñanza Profesional de Aixovall, situado en San Julián de Loria.

Durante los meses de verano organiza la Universidad de Verano, cuyo actual presidente de honor es Juan Goytisolo relevando, en el 2006, a José Luis Sampedro.

## Economía

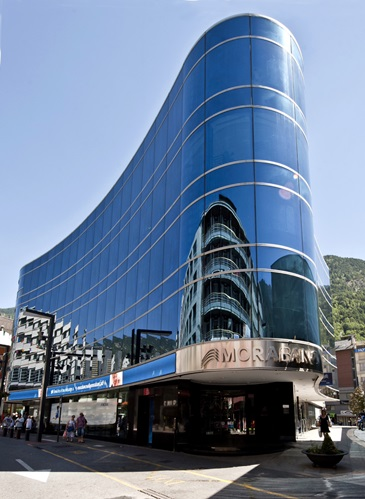
Edificio de oficinas bancarias en Andorra la Vieja

Andorra no es un Estado de la Unión Europea pero, desde 1990, goza de una relación especial y es tratado como si fuera parte de ella para el comercio en bienes manufacturados (exonerados de impuestos) y como no miembro de la UE para los productos agrícolas.
Tradicionalmente Andorra ha sido un país agrícola y ganadero aunque, desde la década de los 50, el sector primario ha ido perdiendo importancia. La producción agrícola está limitada, ya que solo el 2 % de la tierra es cultivable, plantándose tabaco en la casi totalidad de sus campos, y la principal actividad ganadera es la crianza bovina y equina, basadas en un sistema de explotación extensivo. En el sector secundario predominan las industrias de transformación (cigarrillos, puros y muebles) e industrias primarias. Actualmente el sector terciario representa, según estimaciones, el 80 % del PIB andorrano, siendo el turismo el sostén principal de la economía andorrana. Nueve millones de personas la visitan anualmente, atraídas por su condición de paraíso fiscal, sus estaciones de esquí y el diferencial de precios en el comercio respecto de los países vecinos, aunque este último se ha erosionado recientemente mientras las economías francesa y española se han abierto, proporcionando una disponibilidad más amplia de bienes y tarifas más bajas. En el año 2005, el país recibió a 11 049 490 visitantes de los cuales 2 418 409 eran turistas y 8 631 081 excursionistas. Del total de visitantes, el 57,2 % eran españoles, el 39,8 % franceses y solo un 3,0 % venían de otros países.
Actualmente, el sector financiero del país cuenta con tres entidades bancarias pertenecientes a la Asociación de Bancos Andorranos —a su vez miembro de la Federación Bancaria de la Unión Europea—, que en el pasado contribuía sustancialmente a la economía debido al secreto bancario que fomentaba las grandes cuentas de la banca offshore (y que contaba hasta hace poco con cinco entidades bancarias). A finales de la década de 2010, entraron en vigor diversos tratados de intercambio de información, que propiciaron la apertura económica y transparencia de la banca andorrana, causando, por otra parte, que las posiciones monetarias extraterritoriales del país pirineo se fueran reduciendo considerablemente. Este cambio de parecer se debió en un principio a la presión ejercida por el entonces presidente de Francia Nicolas Sarkozy (quien llegó hasta a amenazar con dimitir como jefe de Estado andorrano). Como consecuencia, el gobierno andorrano firmó en abril de 2009 la Declaración de París en la cumbre londinense del G-20, para así dejar de ser considerado paraíso fiscal por la OCDE. Para 2020, Andorra había firmado tratados de intercambio de información fiscal con 95 países y organizaciones, incluido el Foro Global sobre Transparencia e Intercambio de Información Tributaria (auspiciado por el llamado G-5 y avalado por la OCDE).

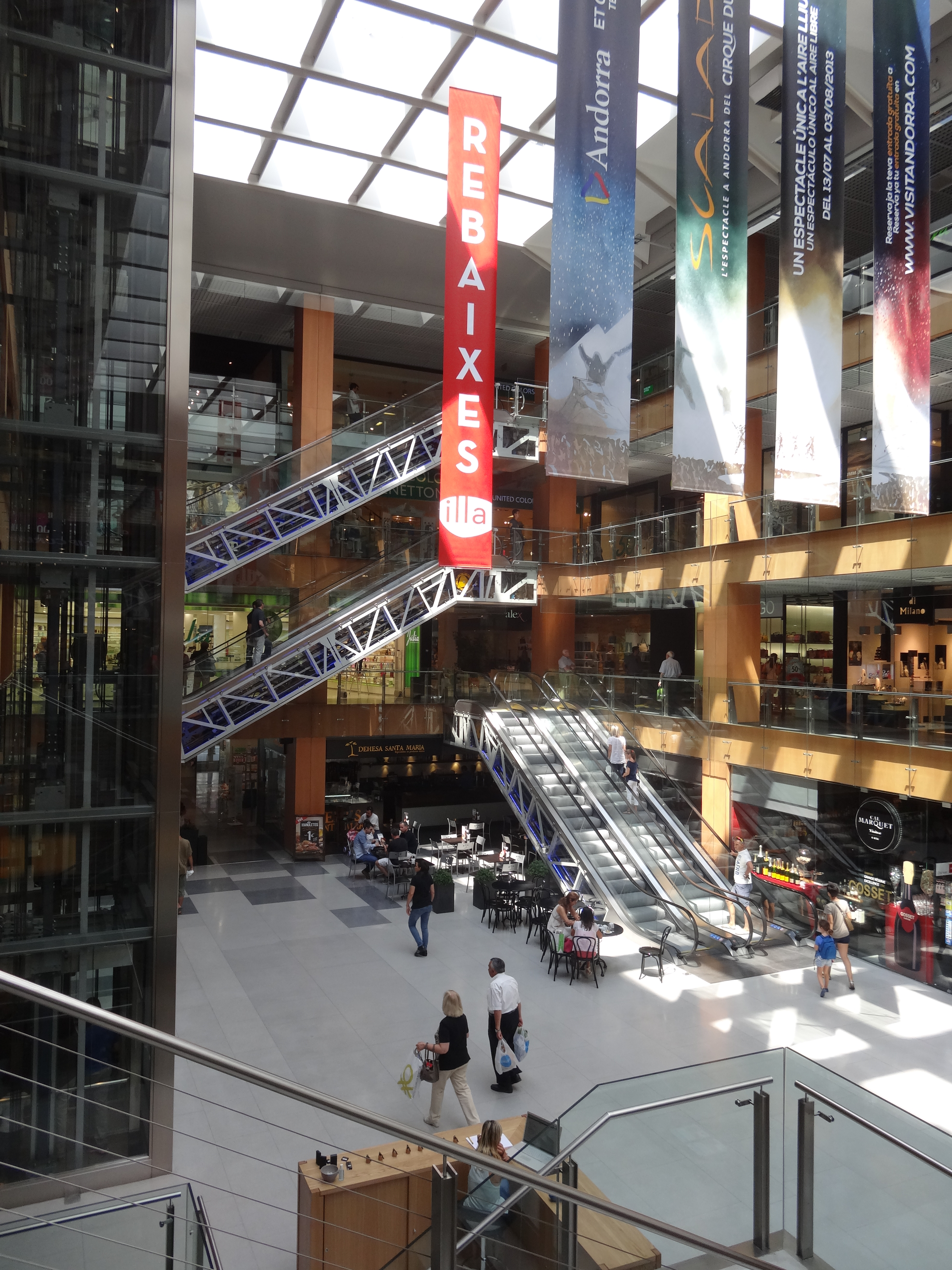
Centro Comercial Illa Carlemany en Andorra

Todos los bancos de Andorra son bancos nacionales y de propiedad local, cuyas principales actividades son la banca privada, la banca de consumo (para actividades locales) y la banca comercial. Con el intercambio automático de datos CRS en vigor, el capital extranjero existente en el país está sujeto al cumplimiento de los requisitos internacionales.
Los agentes sociales son:
- Organizaciones sindicales. En diciembre de 2008, el número de asalariados era de 40 694.[71]
  - SAT
  - USdA
- Organizaciones empresariales
  - CEA
  - PIME

### Moneda
Andorra ha carecido históricamente de moneda oficial. Hasta la introducción del euro en España y Francia, la peseta española y el franco francés fueron de facto las monedas usadas allí. A partir de 2002, el euro se convirtió, también de facto, en la moneda andorrana.
En 2011 se firmó un acuerdo monetario que le permitiría a Andorra usar el euro de manera oficial así como acuñar sus propias monedas de euro desde el 1 de julio de 2013. Este acuerdo dependía de la ratificación andorrana, la cual sucedió en abril de 2012, momento en que entró en vigor. En octubre de 2012 las autoridades andorranas pospusieron la emisión de monedas en euro hasta 2014, año en el que finalmente fue emitida la primera serie.
Tradicionalmente Andorra emitía monedas denominadas «Diners» que no tenían curso legal sino que eran con fines de coleccionismo. Estas monedas podrán seguir siendo emitidas.
La supervisión de los bancos andorranos y demás entidades financieras corresponde al Autoridad Financiera Andorrana, creado en 1989.

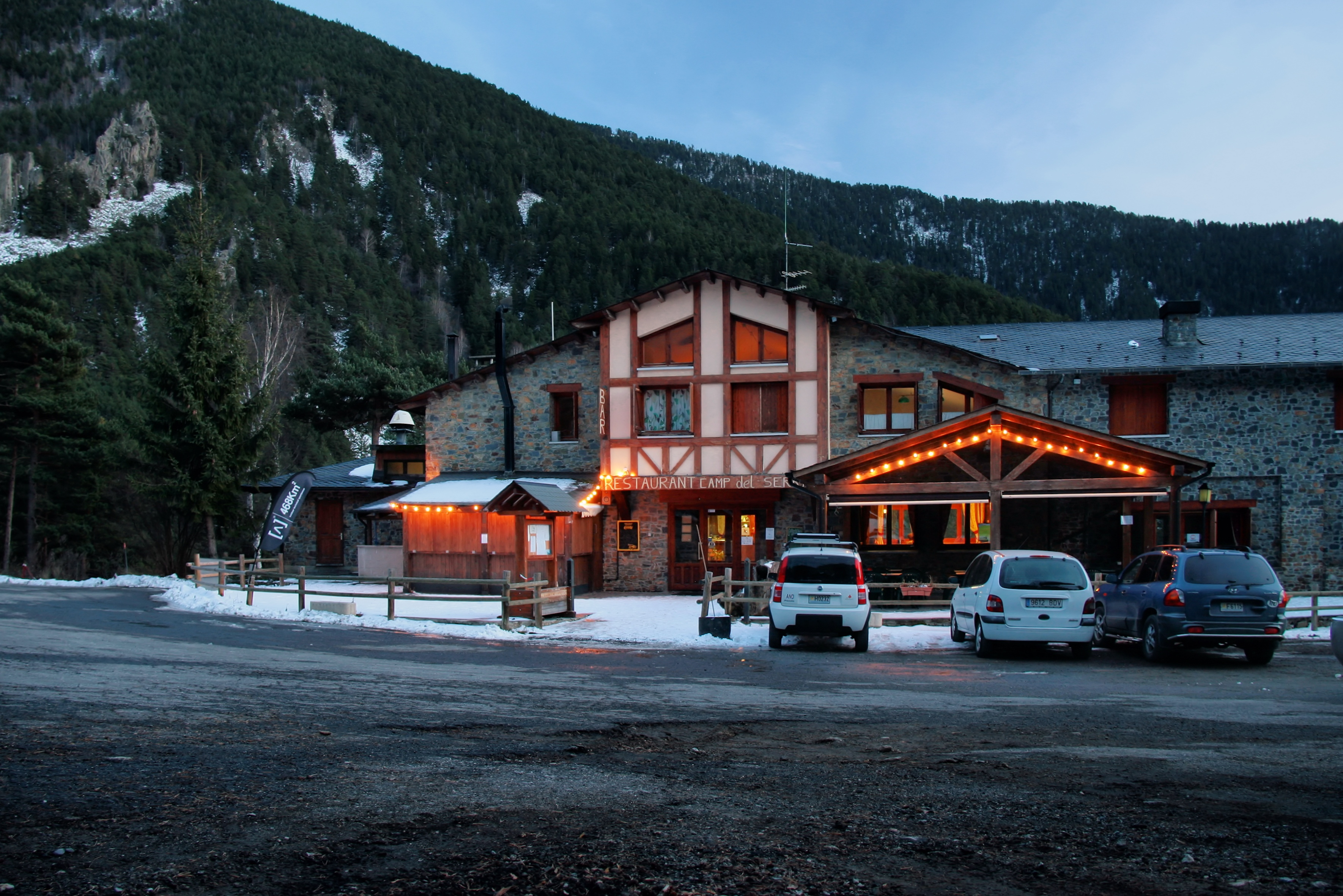
Un restaurante en Andorra, en el país es habitual recibir visitantes de España, Francia y otros estados de la Unión Europea que no necesitan visado

### Espacio Schengen
Andorra no forma parte del acuerdo Schengen firmado por 26 países. Esto implica que para acceder al principado se deben cumplir una serie de requisitos para superar los controles fronterizos. Si el origen del visitante es de fuera de la Unión Europea deberá solicitar una visa para poder acceder al país. La persona que esté interesada en entrar en Andorra deberá solicitar una visa de entrada múltiple a territorio europeo. Esto se debe a que si se visita territorio andorrano se estará abandonando la Unión Europea, y necesitará otro visado de entrada a España o Francia para abandonar el país; ya que Andorra no posee vuelos directos y la entrada debe hacerse desde uno de los países vecinos. Cabe destacar que la mayor parte de la actividad fronteriza está relacionada con el control de mercancías que entran a territorio europeo. 
Para las personas pertenecientes a territorios adheridos al acuerdo Schengen que desean entrar en Andorra no es necesario ningún tipo de visado. Solo será necesario cuando la persona realice largas estancias en el Principado de Andorra, normalmente superiores a 90 días.

### Fiscalidad
El Principado de Andorra dejó de ser considerado un paraíso fiscal con la introducción de impuestos en su país como el Impuesto General Indirecto (IGI), el Impuesto de Sociedades (IS) y el Impuesto de la Renta de las Personas Físicas (IRPF).
El Impuesto General Indirecto (IGI) se estableció en Andorra en el año 2013 y el tipo general aplicado es del 4,5 %.
El Impuesto de Sociedades (IS) grava las ganancias obtenidas por las empresas andorranas a un tipo máximo del 10 %. Uno de los puntos más interesantes es que la distribución de dividendos está totalmente exenta de impuestos.
Por último, el Impuesto de Renta sobre las Personas Físicas (IRPF), grava las ganancias obtenidas mundialmente por las personas físicas residentes en Andorra. Los primeros 24 000€ obtenidos están totalmente exentos y el tipo impositivo máximo de este impuesto está establecido en el 10 %.

## Infraestructura

### Transportes
Andorra se comunica con el exterior a través de las vías terrestres. No dispone de ferrocarril (aunque existe un proyecto de línea ferroviaria Barcelona-Andorra, conectando la Seo de Urgel con Puigcerdá, además de la estación Andorra-l'Hospitalet en territorio francés), metro o aeropuertos (desestimando el apoyo al aeropuerto de Seo de Urgel en beneficio del aeropuerto de Lérida), pero tiene una infraestructura de carreteras lo bastante amplia para poder cubrir la mayor parte del país.
Actualmente están en curso diversas obras en infraestructuras viarias como, por ejemplo, la ampliación de carriles en las carreteras principales, la supresión de puntos negros en la red viaria y la construcción de varios túneles, de los cuales se han iniciado trabajos en el Túnel de los Dos Valiras.
También es posible acceder al Principado con las líneas regulares de autobús, que conectan Andorra con prácticamente cualquier punto de Europa o a través de los helipuertos que hay en Andorra la Vieja y en La Massana. Obviamente no dispone de accesos por mar, ni tampoco ningún río navegable.

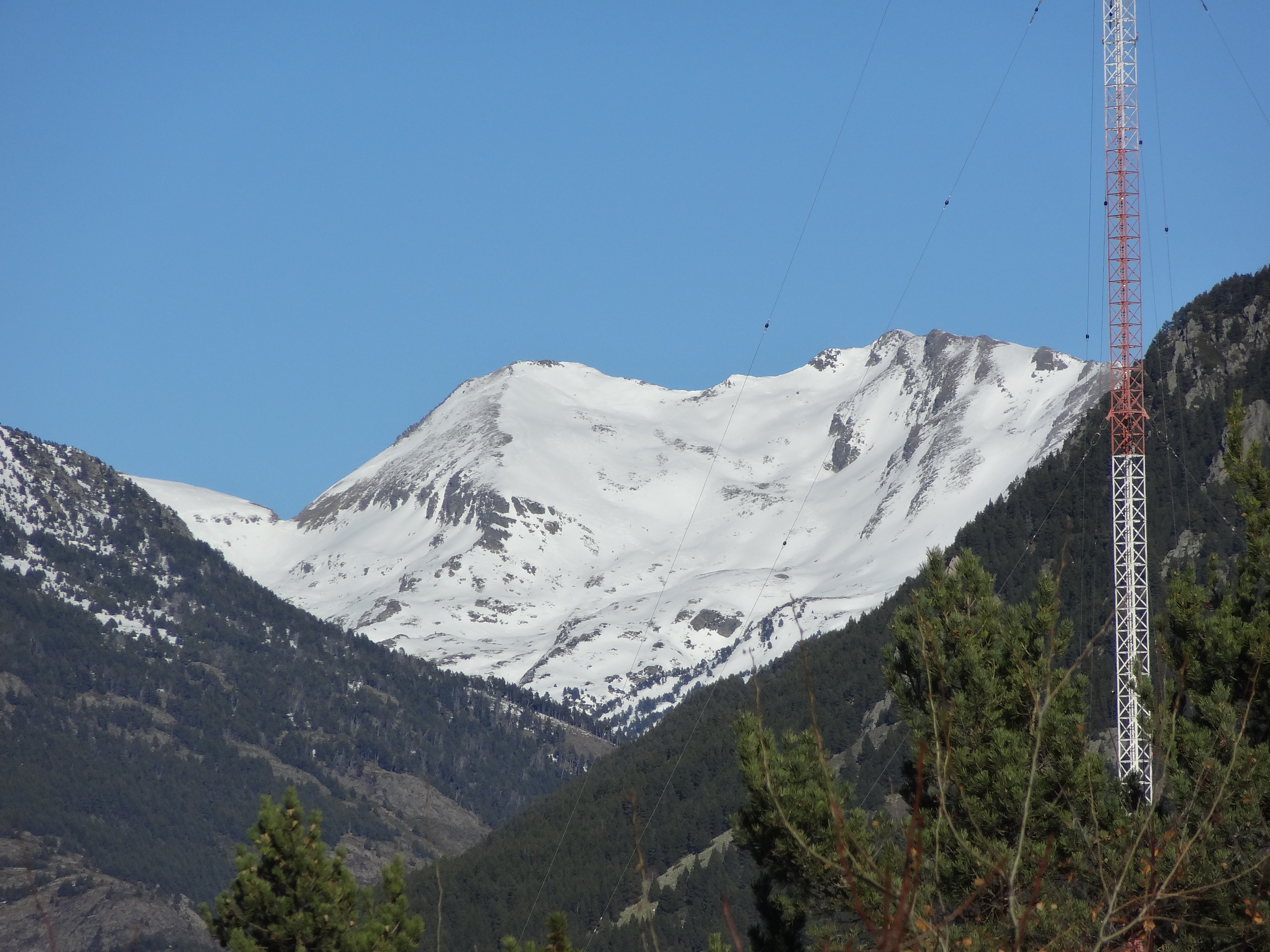
Torre para telecomunicaciones en Engolasters

### Telecomunicaciones
La primera emisora de radio comercial en emitir desde Andorra fue Ràdio Andorra que estuvo en activo desde 1939 hasta 1981. El 12 de octubre de 1989, el Consell General estableció la radio y la televisión como servicios públicos esenciales al crear la entidad gestora ORTA convirtiéndose, el 13 de abril de 2000, en la sociedad pública Ràdio i Televisió d'Andorra, S.A.
En 1990 se fundó la radio pública Radio Nacional de Andorra. En 1998, operaban 15 emisoras FM y el número de aparatos de radio en 1997 era de 16 000.
Como canal de televisión autóctono únicamente existe la cadena pública nacional Andorra Televisión, creada en 1995, aunque el Gobierno promueve la emisión de canales internacionales dentro del Principado.

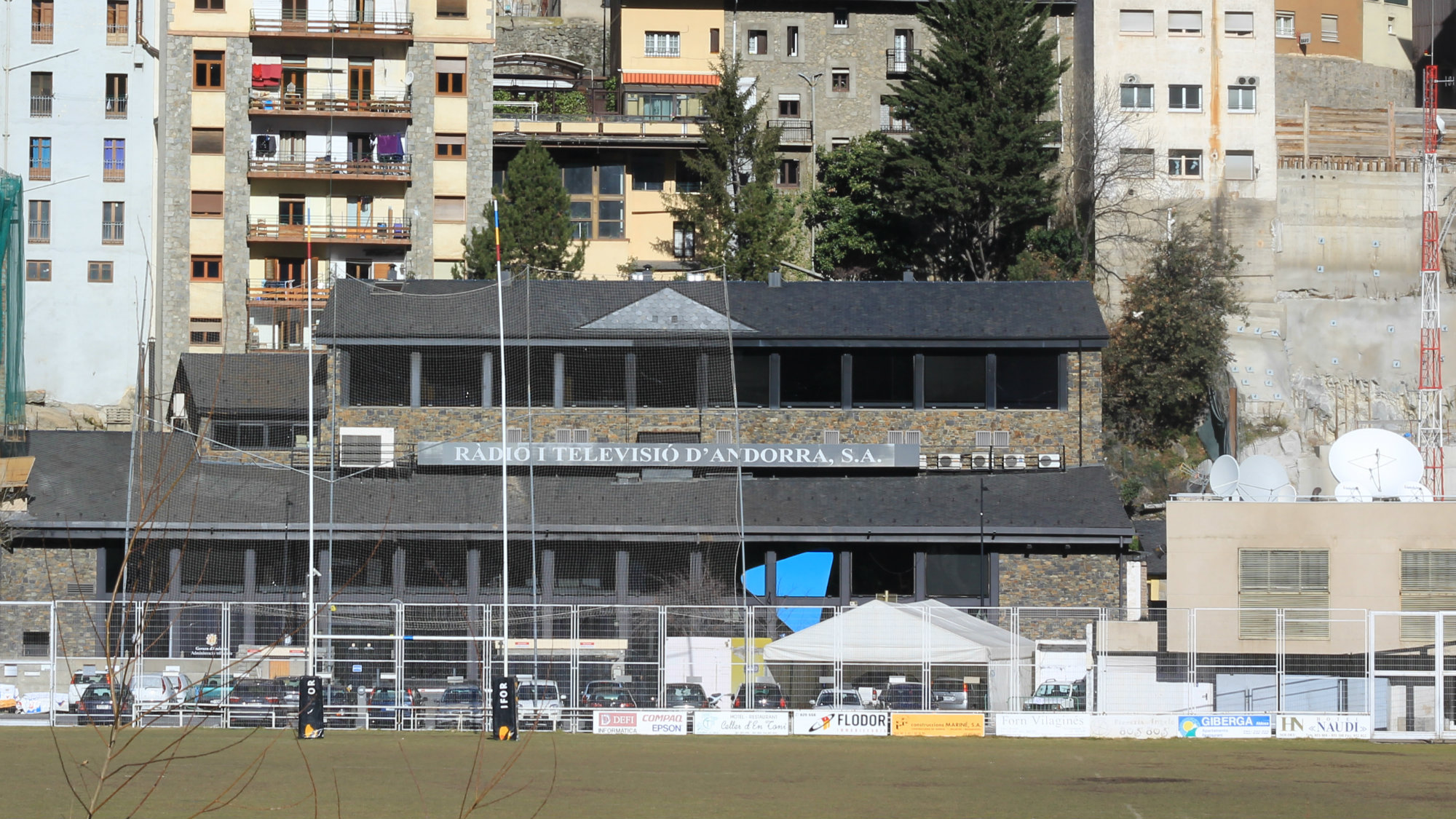
Instalaciones de la RTVA o Radio Televisión de Andorra, en Andorra La Vieja

Las primeras emisiones analógicas de televisión fueron con las cadenas españolas La 1, La 2 y TV3 y las francesas TF1, France 2 y France 3 aunque en años posteriores, y aún emitiendo en analógico, se fueron introduciendo el canal catalán El 33, la cadena Antena 3 y la francesa M6. Con la llegada de la TDT, el 25 de septiembre de 2007, la oferta televisiva se amplió con cadenas españolas como Cuatro, Telecinco, La Sexta, el canal 3/24, el canal francés NRJ 12, la portuguesa RTP Internacional, la estadounidense CNN International, la británica BBC News y el francoalemán Arte. Actualmente de manera gratuita solo se emite el TDT con canales andorranos, franceses, españoles, internacionales y algunos regionales como TV3. No obstante, se ofrecen numerosos paquetes con una variedad inmensa de canales, entre ellos los paquetes de Movistar Plus+.
El proveedor de telefonía fija, móvil, Internet y televisión por suscripción es Andorra Telecom. La red telefónica está compuesta por conexiones de enlaces de radio con microondas entre centrales para las conexiones locales, y circuitos terrestres hacia España y Francia para las comunicaciones internacionales. Andorra Telecom dispone en la actualidad de tres enlaces internacionales, uno hacia Francia con Orange y dos hacia España con Telefónica Global Solutions y GTT Communications.

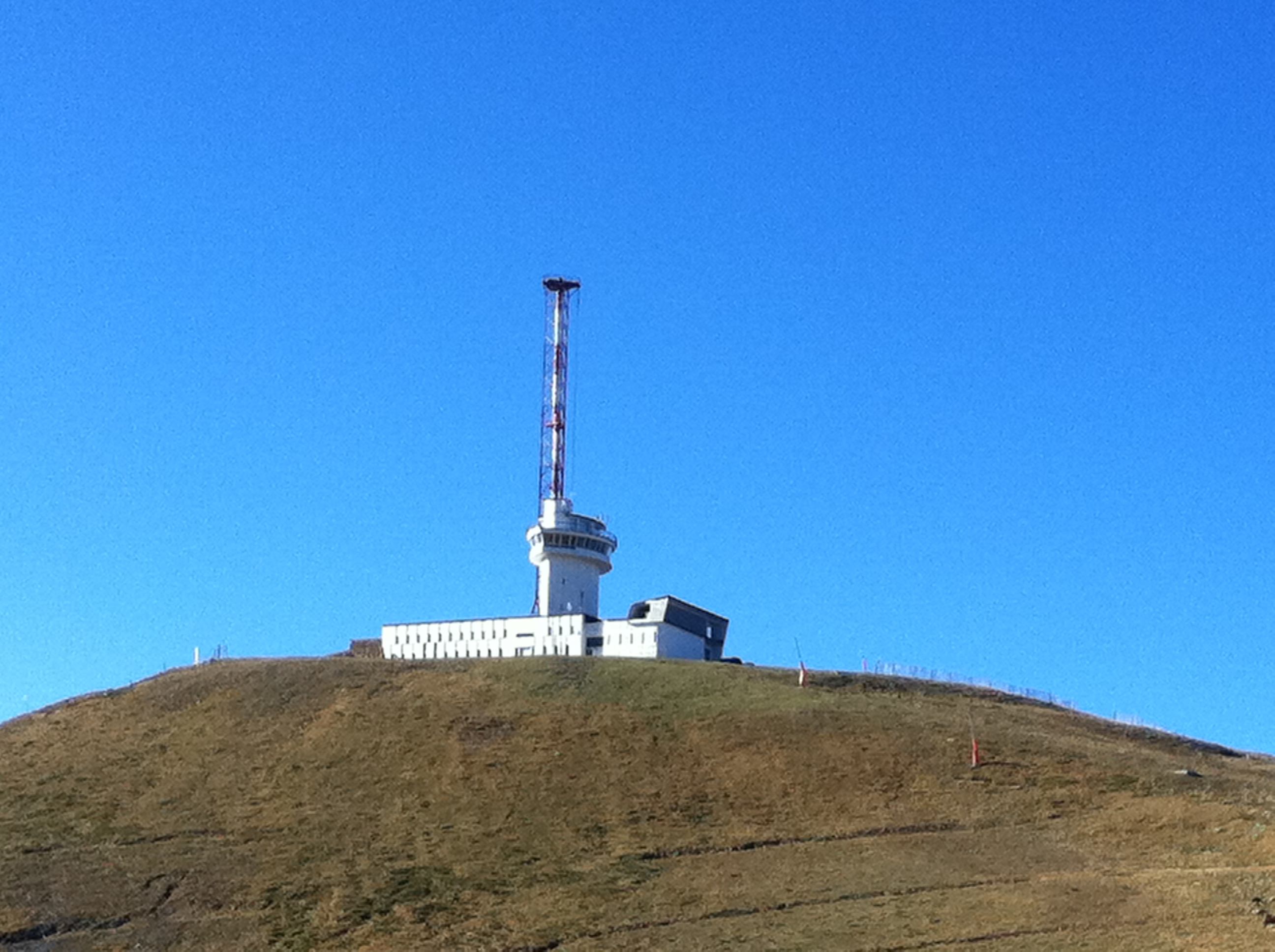
Torre de Sud-Ràdio en Encamp

Desde 2014 una red FTTH cubre el 100 % de los hogares andorranos, ofreciendo hasta 1 Gbps simétrico. En 2014 se llevó a cabo la desconexión total del ADSL en el territorio y en 2016 se terminó de desinstalar la antigua red de cobre, ya sin uso tras la sustitución por la red de fibra óptica. El acceso a internet está considerado "derecho universal" desde 2011.
Andorra no está incluido dentro del roaming europeo gratuito. En el caso de usuarios españoles, el simple envío de un video mediante WhatsApp puede tener un coste de 30 euros. El coste de un solo MB puede llegar a 12 euros en algunos operadores, siendo Movistar el más económico, con 3 GB por 9 euros diarios. Las alternativas de ahorro pueden ser adquirir tarjetas SIM prepago de Andorra Telecom o bien SIM específicas o internacionales.
El servicio de correo es atendido por la Sociedad Estatal Correos y Telégrafos (España) desde 1928, y La Poste (Francia) desde 1931.

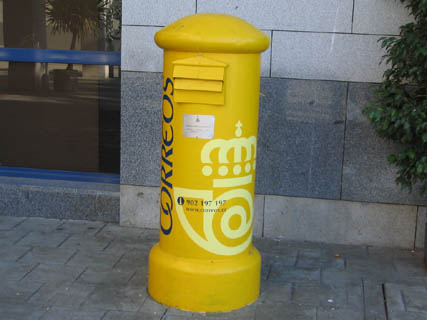
Buzón de Correos en Andorra

En 2004, se introdujeron los códigos postales según el orden protocolario de las parroquias:
- Canillo: AD100.
- Encamp: AD200.
- Ordino: AD300.
- La Massana: AD400.
- Andorra la Vieja: AD500.
- San Julián de Loria: AD600.
- Las Escaldas-Engordany: AD700.

## Cultura
La Biblioteca Nacional y los Archivos Nacionales fueron creados en 1974 y 1975 respectivamente, y se localizan en la capital.
Además existen varios museos: Casa Rull en Sispony, la Farga Rossell en La Massana, y el centro de interpretación Andorra Románica en Pal, el museo Viladomat, el museo de Maquetas de Arte Románico y el museo del Perfume en Las Escaldas-Engordany, el museo de miniaturas de Nicolaï Siadristy, la Casa de Areny-Plandolit y el museo postal de Andorra en Ordino, el Museo Nacional del Automóvil en Encamp, la Casa de la Vall, con una sección dedicada a la filatelia y numismática, en Andorra la Vieja y el Museo del Tabaco en San Julián de Loria.

### Arquitectura

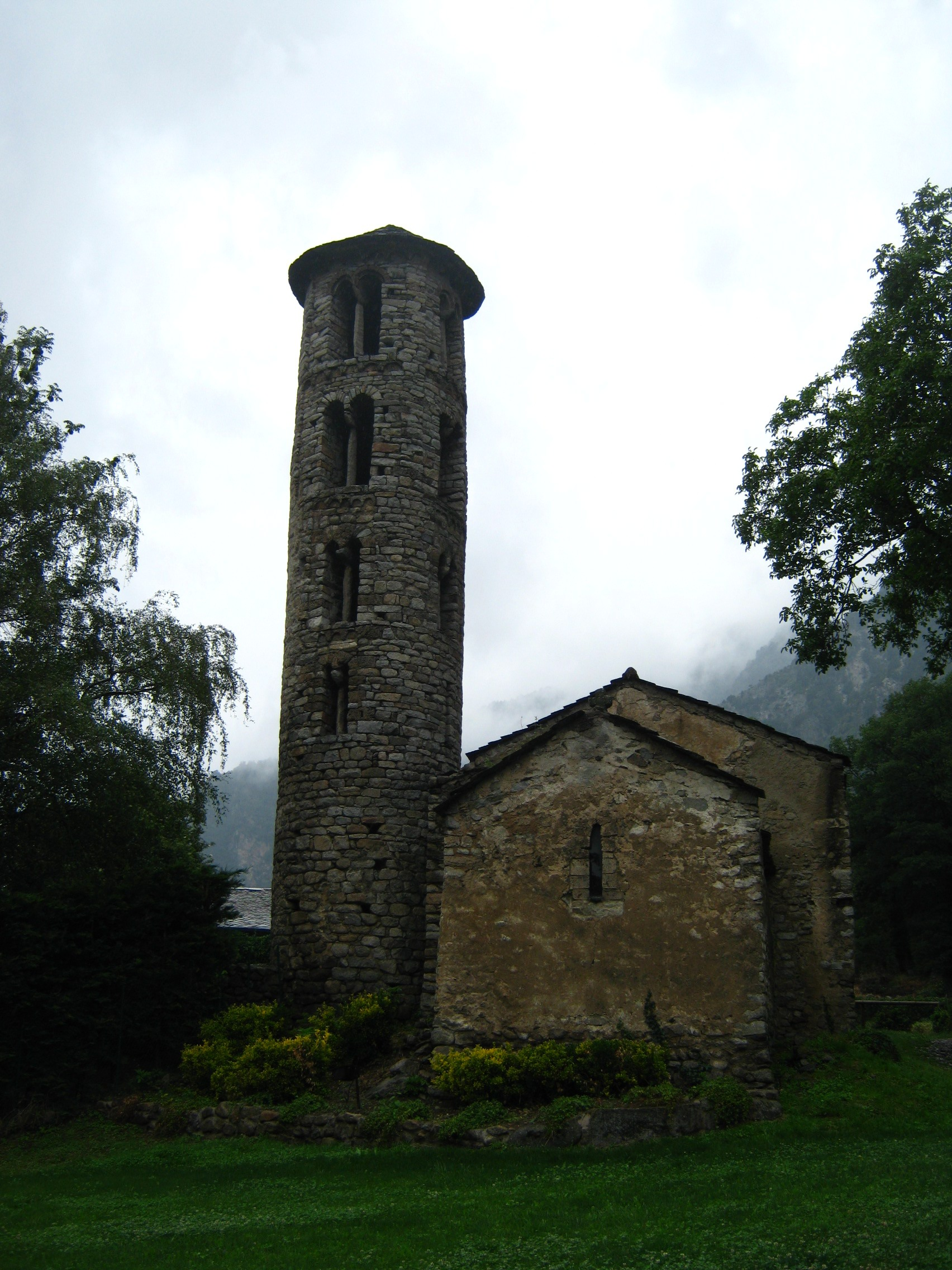
Iglesia románica de Santa Coloma.

Andorra cuenta con un gran número de monumentos románicos. La iglesia de Santa Coloma, construida entre los siglos IX y X d. C. es una de las pocas iglesias románicas del mundo con campanario cilíndrico, fechado en el siglo XII.

### Literatura
La literatura andorrana tiene sus orígenes en el siglo XVIII. Antoni Fiter i Rossell escribió un libro sobre la historia, el gobierno y los usos y costumbres de Andorra llamado Manual Digest de las Valls neustras de Andorra en 1748. Esta obra también contiene los documentos de Carlomagno y Ludovico Pío. Actualmente el original se conserva en la casa Fiter-Riba, de Ordino, aunque existe una copia en el Armario de las siete llaves de la Casa de la Vall y otra en los archivos del Obispado de La Seo de Urgel. Posteriormente, en 1763, el párroco Antoni Puig escribió el Politar andorrà, obra donde se describen los privilegios del Principado y las atribuciones de las autoridades. El poeta Jacinto Verdaguer se inspiró, en parte, con el valle de Seturia para su obra Canigó, publicada en 1886.
Como autores de literatura contemporánea se pueden citar a Antoni Morell i Mora, Albert Salvadó i Miras, Teresa Colom i Pich y Albert Villaró i Boix participando algunos de estos escritores en la edición del 2007 de la Feria del Libro de Fráncfort. Así mismo, el Gobierno andorrano, junto con editoriales catalanas, convoca anualmente el Premio Carlomagno y, desde 2007, el Premio Ramon Llull.

### Música

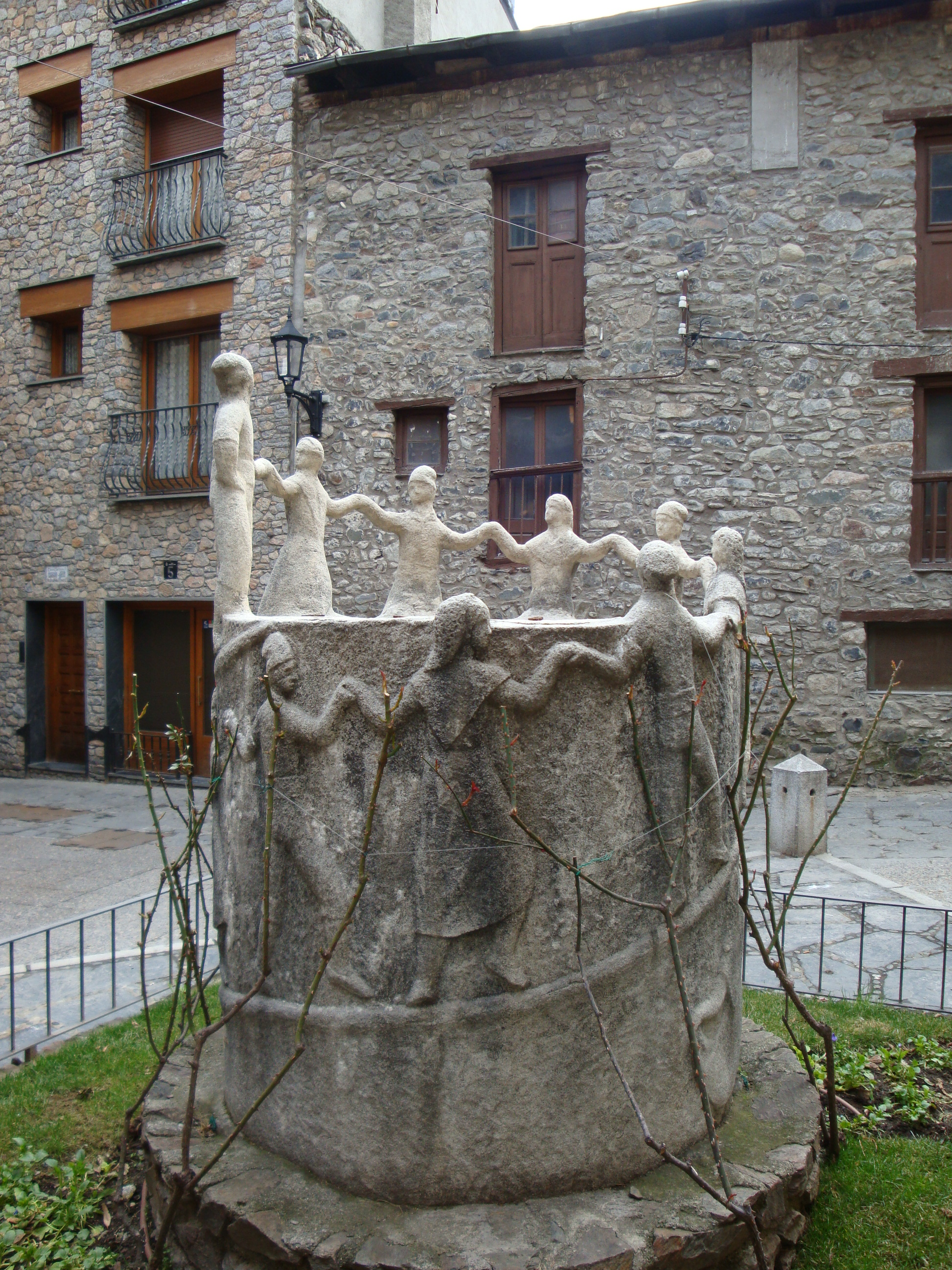
Fuente pública representando el baile del contrapaso.

El evento más importante en la vida cultural andorrana es el Festival internacional de jazz de Las Escaldas-Engordany, celebrado durante el mes de julio, donde intérpretes como Miles Davis, Fats Domino y B.B. King han participado. En el Auditorio Nacional de Andorra, ubicado en Ordino, se celebra el Festival Internacional Narciso Yepes, dedicado a la música clásica y al jazz. En la capital, durante las noches de los jueves de julio y agosto, también se realiza el Dijous de Rock, donde grupos locales y, puntualmente, españoles, ofrecen conciertos al público asistente. La asociación Centre de la Cultura Catalana organiza, desde 1999, el Premio Carles Sabater eligiendo a la mejor canción en catalán del año.
La Orquesta Nacional de Cámara de Andorra, dirigida y fundada en 1992 por el violinista Gerard Claret, celebra un certamen de canto con fama internacional, avalado por Montserrat Caballé, además de haber ofrecido conciertos en España, Francia y Bélgica y participar regularmente en los ciclos del Palacio de la Música Catalana.
La música tradicional andorrana, relacionada con la de otras regiones pirenaicas, cuenta con danzas características como la Marratxa, recopiladas por la folclorista Palmira Jaquetti i Isant.
En 1968 Andorra participó, por primera vez, en el Festival Internacional da Canção, representada por Romuald, con la canción "Le Bruit des Vagues". En 1969 volvió a representar dicho artista al país, con la canción "Tous les printemps du monde". En 1970 lo hizo la cantante Rosa Morena con el tema "Como un pájaro" (Como ave), la cual, obtuvo el Premio de la Crítica de Río de Janeiro.
En 2004, Andorra participó, por primera vez, en el Festival de la Canción de Eurovisión representada por Marta Roure. Este hecho atrajo la atención de los medios de comunicación de Cataluña, ya que fue la primera canción en catalán que participaba en el festival. No pasó de la semifinal, como ocurriría en 2005 (Marian van de Wal), 2006 (Jenny), 2007 (Anonymous), 2008 (Gisela) y 2009 (con la cantante danesa Susanne Georgi), siendo este el último año de su participación.

### Fiestas oficiales
Los días festivos son de cumplimiento obligatorio, retribuidos y no recuperables para las industrias en general, oficinas, establecimientos bancarios, peluquerías, transporte y distribución de mercancías y servicios no relacionados directamente con el turismo.
| Fecha           | Nombre en castellano                  | Nombre local             |
| --------------- | ------------------------------------- | ------------------------ |
| 1 de enero      | Año Nuevo                             | Cap d'any                |
| 6 de enero      | Epifanía                              | Dia de Reis              |
| 14 de marzo     | Día de la Constitución                | Dia de la Constitució    |
| Variable        | Viernes Santo                         | Divendres Sant           |
| Variable        | Lunes de Pascua                       | Dilluns de Pentecosta    |
| 1 de mayo       | Día Internacional de los Trabajadores | Festa del Treball        |
| 15 de agosto    | Día de la Asunción                    | Assumpció                |
| 8 de septiembre | Nuestra Señora de Meritxell           | Mare de Déu de Meritxell |
| 1 de noviembre  | Día de Todos los Santos               | Tots Sants               |
| 8 de diciembre  | Día de la Inmaculada Concepción       | Immaculada Concepció     |
| 25 de diciembre | Navidad                               | Nadal                    |
| 26 de diciembre | Día de San Esteban                    | Sant Esteve              |

Desde el 2009, cuando el 14 de marzo coincide con sábado, el gobierno andorrano permite abrir a las empresas dedicadas al comercio, lo cual origina protestas por parte de sindicatos, asociaciones o, en el caso de 2009, del Común de Andorra la Vieja.

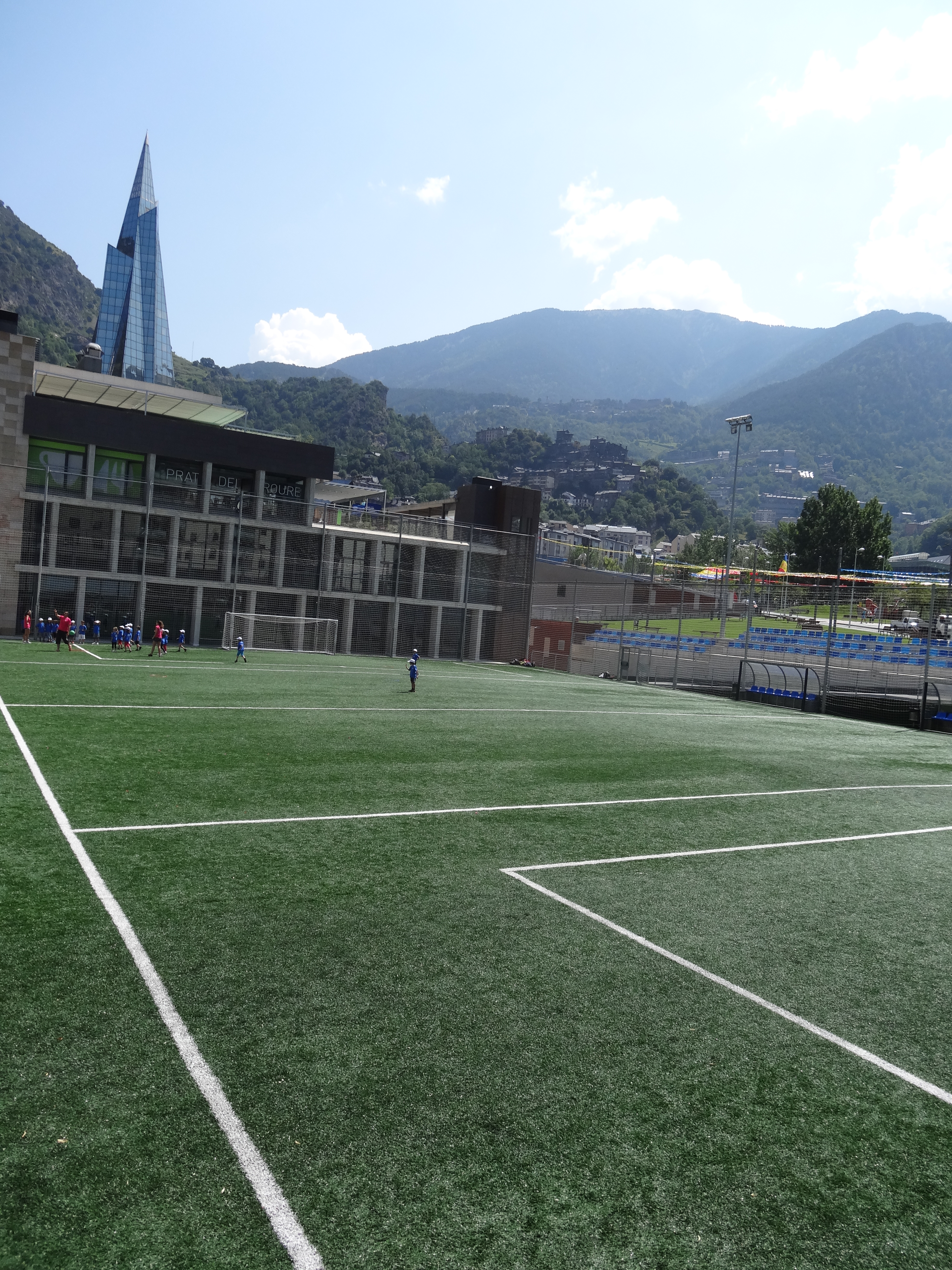
Complejo deportivo de Prat del Roure

## Deporte

### Juegos de los Pequeños Estados de Europa
Andorra fue sede, en 1991, 2005 y 2025, de los Juegos de los Pequeños Estados de Europa, competición que al amparo del COI se organiza para países europeos con menos de 1 millón de habitantes.

### Baloncesto
En la temporada 1991-92, el Básquet Club Andorra consigue el ascenso a la Liga ACB, de la mano del entrenador Edu Torres. El equipo descendió de la máxima categoría en 1996. En la temporada 2014-15, el Básquet Club Andorra vuelve a conseguir el ascenso a la Liga ACB. Andorra ha alcanzado cuartos de final en las campañas 1994-95, 2016-17 y 2017-18.
El mejor jugador andorrano de baloncesto de la historia es el base Quino Colom. 

### Deportes de invierno
El deporte nacional es el esquí. La capital, Andorra la Vieja, intentó ser sede de los Juegos Olímpicos de Invierno del 2010, pero no se clasificó para la final. También se estudió una candidatura conjunta con Zaragoza para los juegos del 2018. El Principado también albergó etapas de Pirena, una competición de mushing iniciada en 1990.

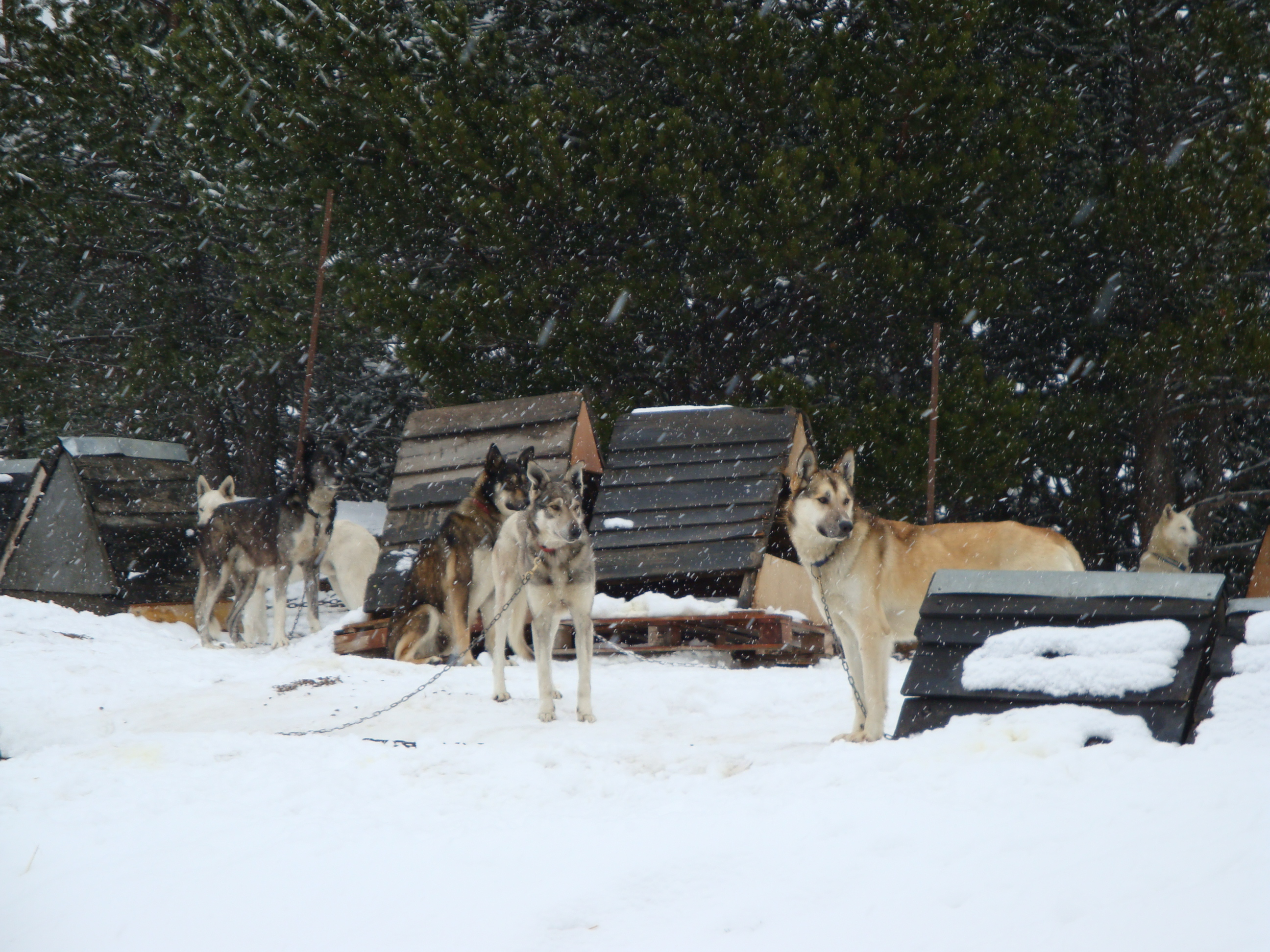
Perros de tiro.

Andorra tiene dos dominios esquiables formados por la unión de varias estaciones de esquí, y un complejo destinado al ocio donde se puede practicar esquí de fondo:
- Grandvalira.[120] Surgida de la fusión de Pas de la Casa-Grau Roig y Soldeu-El Tarter. La pista Avet, situada en el pueblo de Soldeu alberga pruebas internacionales de esquí como la Copa del Mundo de Esquí Alpino.[121]
- Grandvalira Resorts. Surgida de la alianza entre las estaciones de esquí de Grandvalira, Pal, Arinsal y Ordino-Arcalís.
- Naturlandia.[122] Ubicado en la zona de La Rabassa, con una cota máxima de 2160 m s. n. m. y una cota mínima de 1960 m s. n. m. Tiene 15 km de pistas marcadas, distribuidos en 5 pistas de diferente dificultad.

### Fútbol

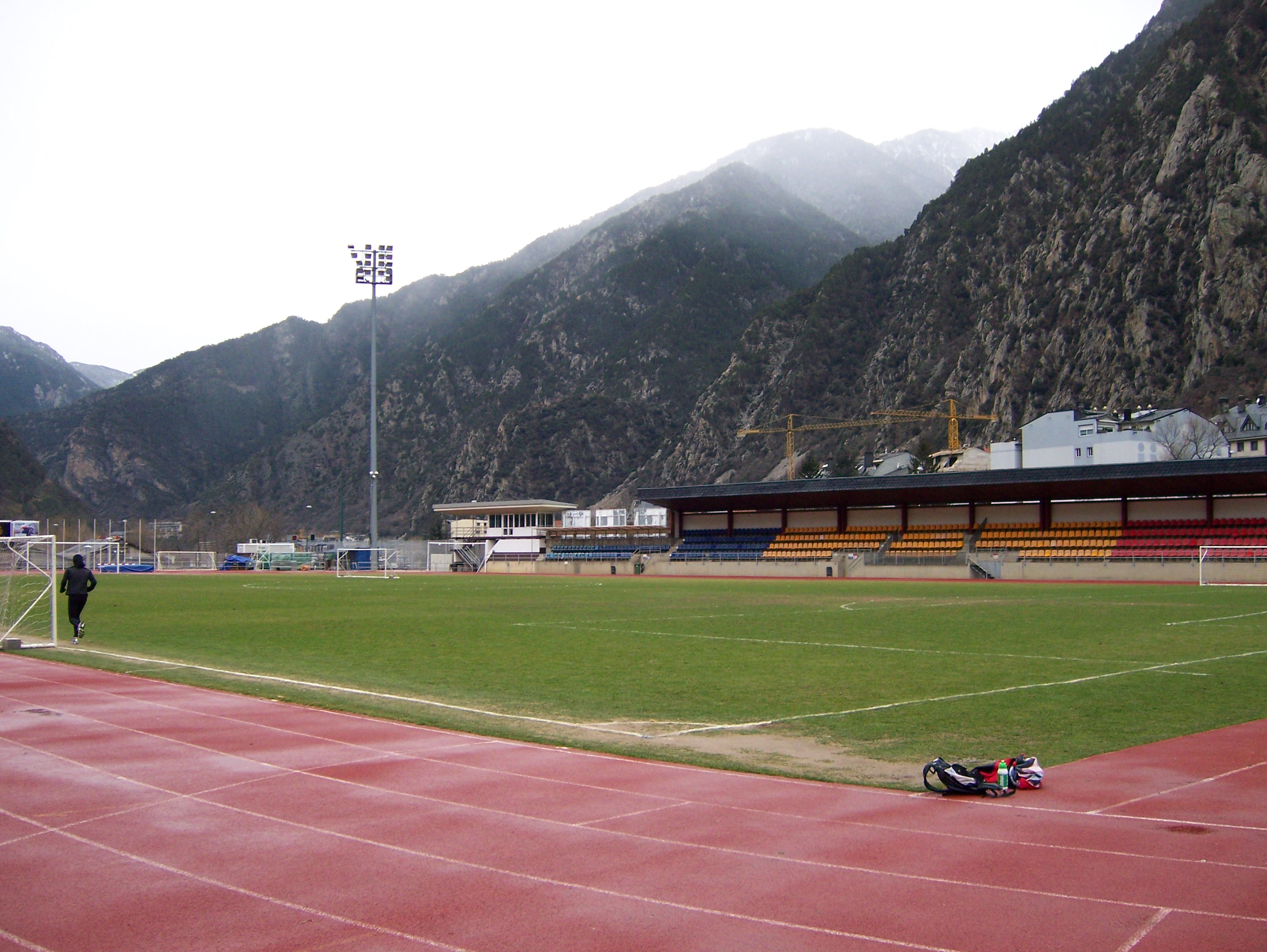
Estadio Comunal La Vella, Andorra

La Federación Andorrana de Fútbol organiza la liga de fútbol en el Principado con Primera y Segunda división, así como la Copa Constitució y la Supercopa, donde se enfrentan el campeón de Liga y de Copa. El ganador de Primera juega la ronda previa de la Liga de Campeones de la UEFA. Los partidos se juegan en el Campo Comunal de Andorra la Vieja.
La Selección de fútbol participa en competiciones oficiales, aunque nunca ha estado en ningún Mundial ni Eurocopa. Siempre fue considerada una de las peores selecciones de Europa y del mundo, sin embargo en los últimos años ha tenido un progreso destacable.
El Fútbol Club Andorra está inscrito en la Real Federación Española de Fútbol y juega en la segunda división de la Liga española de fútbol.

### Fútbol sala
La liga andorrana de fútbol sala está dividida en 2 categorías, y el campeón de Primera división juega la fase previa de la Copa de la UEFA de fútbol sala.
El Fútbol Club Andorra tiene una sección de fútbol sala, cuyo equipo es el Butagaz Andorra, que milita en la División de Plata española.

### Ciclismo
En 1993, el equipo de ciclismo Festina cambió su domicilio social al Principado y hasta 2001, año de su desaparición, participó en varias ediciones del Tour de Francia, Giro de Italia y Vuelta ciclista a España.
Melcior Mauri impulsó el equipo Andorra-Grandvalira.

### Hockey sobre patines

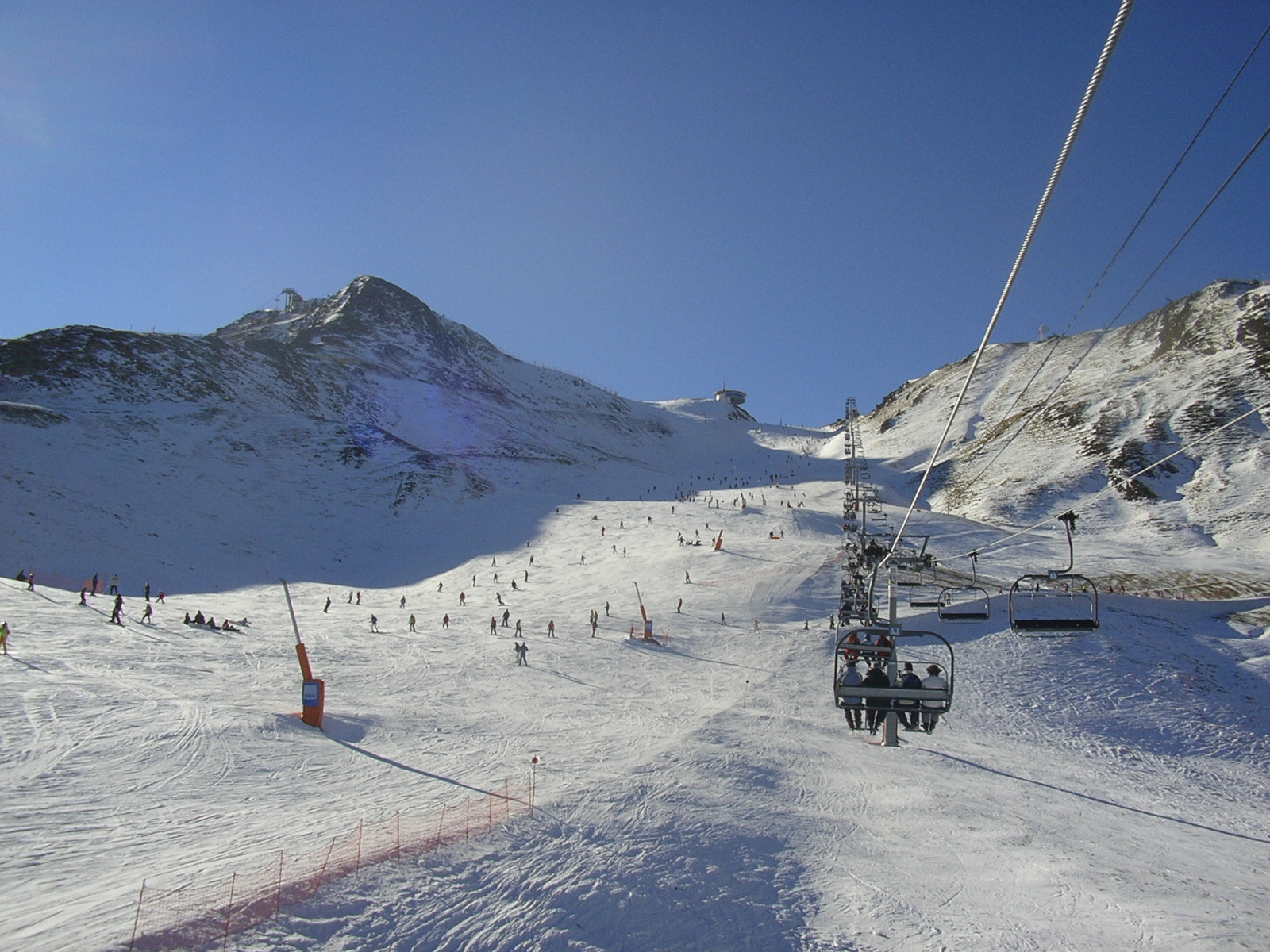
Telesilla en Grandvalira.

Andorra posee una selección de hockey sobre patines, que compite desde 1990. En general compite en el Campeonato Mundial B (jugó 6 veces el Campeonato Mundial A), después de la generación de dos divisiones del Campeonato mundial de hockey sobre patines masculino. Obtuvo el Campeonato Mundial B de Hockey sobre patines en el año 2002, jugado en Montevideo, Uruguay y en 1992 como local. Un tercer puesto en el campeonato jugado en Macao (2004) y un cuarto lugar en 1998 (Macao) y 1996 (Ciudad de México).

### Otros deportes
Se podría decir que en Andorra se practican todos los deportes. Aparte del ciclismo, el fútbol y el baloncesto también es muy popular el rugby con la Selección de rugby de Andorra; el balonmano con el Balonmano Club Concordia, la natación, el judo, la gimnasia, el voleibol y muchos más.

### Motor
Dentro de los deportes de motor, uno de los practicados son los rallies. La prueba más emblemática es el Rally Andorra que se celebra desde los años 1970. Dentro de esta disciplina los pilotos andorranos más destacados son: Gerard De La Casa, Ferrán Font, Joan Carchat, Ferrán Urteru, Jules Gounon, Carles Santacreu, Joan Vinyes o Albert Llovera.